# Nàng Juliet phương Đông
Nàng Juliet phương Đông (Tên Hán Việt: Đông phương Thù Lệ Diệp) (Tên tiếng Hoa: 東方茱麗葉) là một bộ phim truyền hình của Đài Loan năm 2006 với sự tham gia của Lâm Y Thần, Ngô Tôn của Phi Luân Hải và Nhậm Đạt Hoa. Bộ phim có nội dung được chuyển thể từ bộ truyện tranh Nhật Bản nổi tiếng Đông Kinh Thù Lệ Diệp (Tên tiếng Anh là Tokyo Juliet, tên tiếng Nhật là 東京ジュリエット Tōkyō Jurietto), được viết bởi Miyuki Kitagawa. Bộ phim được sản xuất bởi Comic Productions (可米製作股份有限公司) và do Vương Minh Đài làm đạo diễn. Bộ phim được phát sóng trên kênh truyền hình cáp Gala Television (GTV) Variety Show / CH 28 (八大綜合台) của Đài Loan vào lúc 10:00 p.m thứ bảy hàng tuần từ ngày 3 tháng 6 năm 2006 đến ngày 23 tháng 9 năm 2006 (17 tập phim, mỗi tập 70 phút), phát lại vào lúc 1:00 p.m thứ bảy tuần kế tiếp từ ngày 10 tháng 6 năm 2006 đến ngày 30 tháng 9 năm 2006. Kênh VTV1 của Việt Nam cũng phát sóng bộ phim này vào lúc 5:00 pm từ ngày 21 tháng 10 năm 2006 đến ngày 15 tháng 11 năm 2006 (các ngày trong tuần) nhưng đã chia nhỏ từng tập phim thành 26 tập (45 phút cho 1 tập). Bộ phim được Hồng Kông mua bản quyền, được lồng tiếng Quảng và phát sóng trên kênh truyền hình của Hồng Kông từ tháng 11 năm 2006 (17 tập phim, mỗi tập 70 phút).
Vào thời điểm bộ phim được khởi quay, Ngô Tôn là một diễn viên tương đối mới và nói tiếng Quan thoại không đạt yêu cầu (do anh là người Brunei gốc Trung Quốc), vì vậy các nhà sản xuất đã cho Dương Sĩ Huyên lồng tiếng vai Kỳ Phong Lượng của Ngô Tôn.

## Tóm tắt nội dung
Lâm Lai Tuệ (Lâm Y Thần thủ vai) là một nhà thiết kế thời trang sắp ra mắt, cô đã có mẫu thiết kế bông cú trắng nhỏ "Đại sư" (Little Daisy) khi mới 5 tuổi nhưng bị đánh cắp bởi Trữ Hình (Nhậm Đạt Hoa thủ vai), một 'thiên tài' thời trang. Mặc dù Trữ Hình là một thiên tài thời trang, ông ấy vẫn cảm thấy cần phải ăn cắp thiết kế từ một nhà thiết kế mới nổi. Nhờ mẫu thiết kế Little Daisy này, Trữ Hình trở thành nhà thiết kế nổi tiếng khắp Châu Á và thế giới, rồi ông mở công ty La Marguerite với thương hiệu Little Daisy là thương hiệu độc quyền của công ty ông. Lâm Lai Tuệ tin rằng vụ trộm này là nguyên nhân khiến ba mẹ cô ly hôn, vì mẹ cô đã bỏ ba cô để theo Trữ Hình sau khi ông ấy dành tặng dòng quần áo "Đại sư" (Little Daisy) cho mẹ cô từ khi mẹ cô còn là một trong những người mẫu của ông ấy. 13 năm sau, tại lễ khai giảng trường đại học của mình - Học viện Bảo Thành vào năm 2004 (theo nội dung bộ phim), Lâm Lai Tuệ đã công khai làm xấu mặt và thách thức Trữ Hình, tuyên bố rằng cô sẽ trở thành một nhà thiết kế nổi bật hơn ông ấy nhiều và khiến ông ấy sụp đổ. Bản thân Lâm Lai Tuệ cũng thề rằng cô sẽ không yêu cho đến khi lời hứa của cô được thực hiện. Cô sớm thay đổi quyết định khi gặp tiền bối Kỳ Phong Lượng (Ngô Tôn thủ vai) hấp dẫn, nổi tiếng. Lâm Lai Tuệ nhìn thấy buổi biểu diễn của Kỳ Phong Lượng tại lễ hội văn hóa ở trường thiết kế, và Kỳ Phong Lượng cũng rất thích tài hùng biện của Lâm Lai Tuệ, và hai người đã quen nhau. Kỳ Phong Lượng bị ngất xỉu tại nhà vì công việc bận bịu mà không ăn uống hai ngày, Lâm Lai Tuệ đã đến nhà cứu Kỳ Phong Lượng theo yêu cầu của một người bạn, và từ đó trở thành một người anh em tốt với Kỳ Phong Lượng. Tuy nhiên hai người nhanh chóng yêu nhau.
Khi cả hai đến thăm công ty thiết kế La Marguerite của Trữ Hình, Lâm Lai Tuệ đã trở nên tức giận khi nhìn thấy những thiết kế bông hoa cúc trắng nhỏ Đại sư (Little Daisy). Khi Kỳ Phong Lượng được Lai Tuệ kể, anh mới biết rằng ba của Lâm Lai Tuệ hồi đó cũng là một nhà thiết kế. Lâm Lai Tuệ đã bí mật đưa tác phẩm của chính mình vào tác phẩm của ba cô và gửi nó để tham gia Giải thưởng Thái Uyển và nhận được nhiều lời nhất trí khen ngợi, kết cục người lãnh thưởng là Trữ Hình đứng cạnh mẹ cô, không phải ba của cô. Năm sau, thời trang mùa mới của Trữ Hình thực sự là Little Daisy của riêng ông ấy.
Sau đó cô phát hiện ra rằng Kỳ Phong Lượng vừa là con trai duy nhất của Trữ Hình vừa là cậu bé mà cô biết trong bữa tiệc ngày xưa lúc 5 tuổi (vì cậu bé đó mà Lâm Lai Tuệ để mái tóc dài cho đến lớn với hy vọng sẽ gặp lại cậu bé)! Kỳ Phong Lượng cũng hận Trữ Hình vì ngày xưa ông chỉ lo buổi biểu diễn thời trang mà không nhìn mẹ của anh lần cuối, rồi Trữ Hình sau đó cưới một người mẫu nữ làm vợ sau (mẹ của Lâm Lai Tuệ) khiến anh ghét các người mẫu nữ, anh không muốn thiết kế trang phục nữ. Tuy nhiên vì Lâm Lai Tuệ, anh đã bỏ qua lời thề đó, thiết kế ra các trang phục nữ cho Lâm Lai Tuệ, đặc biệt là hai váy cưới rất đẹp mắt cho Lâm Lai Tuệ. Lâm Lai Tuệ dành ra 1 buổi đi chơi thỏa thích với Kỳ Phong Lượng rồi yêu cầu Kỳ Phong Lượng cắt bỏ mái tóc dài của cô nhằm thể hiện sự trừng phạt của cô dành cho bản thân cô. Có rất nhiều điều bất ngờ dành cho Lâm Lai Tuệ khi cô cố gắng vượt qua kế hoạch hủy hoại cô của Trữ Hình trong khi cô vẫn cố gắng giữ mối quan hệ ổn định với Kỳ Phong Lượng. Một lần nữa, trong thế giới thời trang không có gì là an toàn.
Trữ Hình luôn tìm cách kiềm chế sự phát triển của Lâm Lai Tuệ ngay tại Học viện Bảo Thành của cô ấy (không cho cô ấy trình diễn các mẫu thiết kế mới, ép Lâm Lai Tuệ nghỉ học để sang công ty của ông rồi ông ấy kiềm kẹp sự phát triển của cô, trao giải nhất cuộc thi thiết kế cho Cam Lý Sa dù điểm thi của Cam Lý Sa thấp hơn Lâm Lai Tuệ,...). Biết rằng một khi Lâm Lai Tuệ bị chia cắt với Kỳ Phong Lượng thì cô ấy sẽ không còn tinh thần để phát triển kỹ năng thiết kế thời trang chống lại mình, Trữ Hình lợi dụng Ngải Lợi Âu (Đường Trị Bình thủ vai), Cao Cương Tuyền (Thái Thục Trân thủ vai), Đằng Quang Hy (Ngô Quân Cường thủ vai), Cam Lý Sa (Lộ Gia Hân thủ vai), Lục Nhất My (Huỳnh Hồng Thăng thủ vai), Mã Lợi Á (Trần Nhược Nghi thủ vai) chen chân vào mối quan hệ của Kỳ Phong Lượng và Lâm Lai Tuệ. Bản thân Lâm Lai Tuệ luôn rơi vào những hoàn cảnh dễ bị Trịnh Nội Tư (Trương Duệ Gia thủ vai), Ngải Lợi Âu, Đằng Quang Hy, Lục Nhất My cưỡng hôn và cướng hiếp. Cũng may là họ đều dừng lại kịp lúc, không gây hậu quả xấu cho Lâm Lai Tuệ. Còn Kỳ Phong Lượng cũng từng rơi vào hoàn cảnh một nam một nữ trong một không gian riêng tư với Cao Cương Tuyền, Cam Ly Sa và Mã Lợi Á, và anh đều từ chối họ. Trong đó Mã Lợi Á khiến anh bị mang tiếng xấu là quan hệ tình dục tại nơi làm việc dù anh không làm gì.
Nghe nói Ngải Lợi Âu giúp Lâm Lai Tuệ được đặc cách tham gia cuộc thi Thái Uyển lần thứ 91 nhưng phải có mặt ở công ty họ trước 6:00 pm, Trữ Hình sai người đi giựt đồ của cô nhằm kéo dài thời gian khiến cô không thể tham gia cuộc thi Thái Uyển lần thứ 91. Trữ Hình đánh tráo mẫu thiết kế mà Lâm Lai Tuệ đem đi thi cuộc thi Hi-Mode thành mẫu của công ty ông, rồi ông cáo buộc Lâm Lai Tuệ lấy cắp mẫu thiết kế của công ty ông để đi dự thi rồi ông sa thải Lâm Lai Tuệ khỏi công ty La Marguerite của ông.
Thậm chí Trữ Hình còn dùng nhiều thủ đoạn tàn nhẫn nhất với Lâm Lai Tuệ như: Ông dụ Lâm Lai Tuệ đến gian phòng với lý do cô đã giải nhất một cuộc thi thiết kế, rồi ông sai người bỏ thuốc mê khiến Lâm Lai Tuệ không còn sức chống cự, rồi ông lấy mẫu thiết kế mới của cô làm của ông và giam Lâm Lai Tuệ trong phòng với Ngải Lợi Âu với ý định rằng Lâm Lai Tuệ sẽ bị Ngải Lợi Âu cưỡng hiếp. Trữ Hình còn dồn ép Lâm Lai Tuệ phải tự nhảy lầu xuống đất, sai Mã Lợi Á lấy cắp quyển notebook hàng trăm mẫu thiết kế tâm huyết của Lâm Lai Tuệ rồi đem ném hết xuống sông, sai Thang Điền phóng hỏa đốt sạch hết các trang phục do Lâm Lai Tuệ tự thiết kế và tự may. Nghe nói Lâm Lai Tuệ chuẩn bị sang Ý du học, ông liền đưa Ấu Kỳ vào thay thế vị trí của Lâm Lai Tuệ ở công ty Syaruru. Khi Lâm Lai Tuệ từ chối Lạp Phất Nhĩ Khải Nhĩ Mã Ni (Vương Giác thủ vai) sang Ý du học để ở lại tiếp tục làm nhà thiết kế cho công ty Syaruru, cô mới phát hiện cô đã bị thay thế và cô bị thất nghiệp.
Lâm Lai Tuệ và Kỳ Phong Lượng đã lần lượt hóa giải hết các quân cờ của Trữ Hình: Ngải Lợi Âu về phe của Lâm Lai Tuệ, giúp cô không ít trong việc chống lại Trữ Hình; Cao Cương Tuyền không còn liên lạc với Kỳ Phong Lượng sau khi anh ấy rời khỏi công ty Nhật Dương Phường của Cao Cương Tuyền; Đằng Quang Hy cũng về phe của Lâm Lai Tuệ, giúp cô khá nhiều trong việc chống lại Trữ Hình; Cam Lý Sa phải về Ý sau khi bị Kỳ Phong Lượng từ chối tình cảm; Lục Nhất My cũng về phe của Lâm Lai Tuệ, giúp cô khá nhiều trong việc phát triển sự nghiệp thiết kế thời trang; Mã Lợi Á không còn liên lạc với Kỳ Phong Lượng sau khi thấy Kỳ Phong Lượng quá yêu Lâm Lai Tuệ, không tiếc mạng sống nhảy xuống sông ráng nhặt lại quyển notebook các mẫu thiết kế của Lâm Lai Tuệ mà bị Trữ Hình ném xuống.
Khi thấy Lâm Lai Tuệ được Ngải Lợi Âu, Kỳ Phong Lượng, Đằng Quang Hy, Lục Nhất My và cả Chủ tịch Hiệp hội các nhà thiết kế Châu Á là Lý Khắc Hành (Gia Hạ Mỹ Trí Cửu thủ vai) giúp đỡ, Trữ Hình liền tung ra chiêu cuối: dùng tình cha con kéo Kỳ Phong Lượng rời bỏ Lâm Lai Tuệ về công ty mình, khiến cho Lâm Lai Tuệ đau khổ, muốn bỏ hết tất cả để sang Ý. Tuy nhiên Kỳ Phong Lượng tìm lại được Lâm Lai Tuệ, thuyết phục cô tiếp tục tham gia tranh tài với Trữ Hình trong cuộc thi vươn tầm Châu Á, và Kỳ Phong Lượng chỉ ở bên cạnh Trữ Hình chứ không giúp đỡ Trữ Hình cái gì cả.
Cuộc tranh tài kết thúc vào mùa thu năm 2006 (theo nội dung bộ phim), buổi trình diễn "Phong hoa tuyệt đại" kỷ niệm 15 năm thành lập công ty La Marguerite và thương hiệu Little Daisy của Trữ Hình đã thua cuộc trước buổi biểu diễn thời trang kết hợp biểu diễn đường phố của Lâm Lai Tuệ (do suốt 15 năm qua Trữ Hình chỉ luôn xoay quanh Little Daisy mà không sáng tạo ra cái mới khiến khán giả chán ngán, còn Lâm Lai Tuệ luôn tạo ra những mẫu thiết kế mới lạ hơn so với những cái trước, và Lâm Lai Tuệ có thiết kế trang phục cho nam, không như Trữ Hình chỉ có các trang phục nữ). Trữ Hình tuyên bố dẹp bỏ công ty La Marguerite, Lâm Lai Tuệ trở thành nhà thiết kế nổi tiếng nhất Châu Á và được cả thế giới biết đến. Tuy nhiên, sau khi đánh bại Trữ Hình thì Lâm Lai Tuệ và Kỳ Phong Lượng tạm thời không gặp nhau trong vòng 1 năm để chuẩn bị thi đấu với nhau trong thiết kế thời trang. Tuy nhiên Lâm Lai Tuệ đã kết thúc việc nhận sự hỗ trợ của Lý Khắc Hành. Cô và Kỳ Phong Lượng đều không còn tha thiết tranh đấu trong ngành thiết kế nữa (Lâm Lai Tuệ không còn muốn thành lập thương hiệu mang tên cô, không còn muốn làm nhà thiết kế giỏi nhất thế giới nữa, Kỳ Phong Lượng cũng không còn muốn thành lập thương hiệu thời trang nữ mang tên Stephanie của Lâm Lai Tuệ nữa), cùng nhau bỏ qua hết sự đấu tranh của cuộc đời, cùng nhau trở về cuộc sống bình dị mà cả hai hằng mong ước. Đúng 1 năm sau khi đánh bại Trữ Hình, mùa thu năm 2007 (theo nội dung bộ phim), Lâm Lai Tuệ mở cửa hàng Robyn Hung bán quần áo do do cô tự thiết kế và tự may. Cô cũng để mái tóc dài ra như hồi nhỏ và chờ đợi Kỳ Phong Lượng xuất hiện trong buổi khai trương cửa hàng của cô. Kỳ Phong Lượng xuất hiện tại buổi khai trương cửa hàng của Lâm Lai Tuệ và cầu hôn Lâm Lai Tuệ cuối bộ phim trước sự chứng kiến của 4 nam nhân yêu đơn phương Lâm Lai Tuệ (Trịnh Nội Tư, Ngải Lợi Âu, Đằng Quang Hy và Lục Nhất My), Ngụy Trạch Công và Bùi Mỹ Tử .

## Thông tin thêm
Sau thành công của bộ phim Hiệp ước tình yêu 2004 (với Hạ Quân Tường là nam chính), hai bộ phim Thơ Ngây 1 2005 - 2006 (với Trịnh Nguyên Sướng là nam chính) và Thiên ngoại phi tiên 2006 (với Hồ Ca là nam chính) sắp sửa phát sóng, tháng 9 năm 2005, Lâm Y Thần tiếp tục vào vai nữ chính trong bộ phim thần tượng Đài Loan khác là Nàng Juliet phương Đông cùng với Ngô Tôn. Vào thời điểm bộ phim được khởi quay, Ngô Tôn là một diễn viên tương đối mới và nói tiếng Quan thoại không đạt yêu cầu (do anh là người Brunei gốc Trung Quốc), vì vậy các nhà sản xuất đã cho Dương Sĩ Huyên lồng tiếng vai Kỳ Phong Lượng của Ngô Tôn. Nhậm Đạt Hoa của Hồng Kông được mời sang Đài Loan tham gia bộ phim này.
Ngoài đời, tuy Ngô Tôn lớn hơn Lâm Y Thần 3 tuổi, nhưng anh chưa có nhiều kinh nghiệm diễn xuất bằng cô (vì khi đó Lâm Y Thần đã là ngôi sao của các bộ phim thần tượng nổi tiếng nhất nhì Đài Loan). Khi diễn những cảnh tình cảm trong phim, Ngô Tôn rất lúng túng, khiến Lâm Y Thần không nhịn cười được, cứ phải quay đi quay lại nhiều lần, đạo diễn mới chấp nhận. Để giúp Ngô Tôn nhập vai tự nhiên trong một cảnh hôn với Lâm Y Thần, đạo diễn Vương Minh Đài đề nghị Lâm Y Thần đứng tựa vào người Ngô Tôn khoảng 10 phút, sau đó hai người mới hôn… Dù đã được tạo cơ hội, nhưng khi diễn, Ngô Tôn vẫn rất căng thẳng. Lâm Y Thần cho biết, cô là người hay mắc cỡ, nhưng không ngờ Ngô Tôn còn nhút nhát hơn. Tuy nhiên, mọi người trong đoàn làm phim không trách Ngô Tôn, bởi anh xuất thân là ca sĩ – hiện là thành viên của nhóm nhạc thần tượng Đài Loan Phi Luân Hải – nên không có nhiều kinh nghiệm diễn xuất. Nàng Juliet phương Đông này tuy không phải là bộ phim đầu tay của Ngô Tôn, nhưng vai Kỳ Phong Lượng trong bộ phim này là nhân vật “nặng ký” đối với anh.
Trong một cảnh quay, Lâm Y Thần không cần diễn viên đóng thế, tự bản thân cô đã diễn cảnh ngã từ ban công trên lầu cao xuống nền đất.
Ngày 24 tháng 1 năm 2006 đoàn phim tuyên bố đã quay xong bộ phim này. Trong buổi quảng bá bộ phim này tháng 4 năm 2006 ở Đài Loan, Nhậm Đạt Hoa từng chia sẻ rằng khi tham gia bộ phim này anh mới biết là anh đã già vì phải vào vai người cha nhưng anh rất vui vì làm quen thêm nhiều bạn mới.
Cũng trong tháng 4 năm 2006 Lâm Y Thần tìm ca sĩ Tank nhằm xin ca sĩ Tank cho cô hát ca khúc Phi nễ mạc thuộc (Không phải em thì không có ai) của Tank để làm ca khúc kết thúc bộ phim này. Tank nhiệt tình hỗ trợ Lâm Y Thần chuyển giọng nam sang giọng nữ cho ca khúc (chuyển nội dung từ Không phải em thì không có ai sang Không phải anh thì không có ai), dạy thêm cho Lâm Y Thần cách lên giọng xuống giọng từng câu trong ca khúc, giúp Lâm Y Thần thu âm hoàn chỉnh ca khúc Phi nễ mạc thuộc (Không phải anh thì không ai) để đưa vào bộ phim (Thực tế khi ca khúc thu âm của Lâm Y Thần được phát sóng thì ai nấy đều khen là nghe rất hay, tuy nhiên khi Lâm Y Thần hát live ca khúc này trên sân khấu trong các buổi quảng bá bộ phim thì bị khán giả chê là hát không hay bằng bản thu âm, không hay bằng bản do Tank hát. Nguyên do là Tank giúp Lâm Y Thần thu âm từng câu hát, chỉnh các âm thanh rất kỹ nên bản thu âm của Lâm Y Thần nghe sẽ hay hơn khi nghe Lâm Y Thần hát live trên sân khấu).
Còn Ngô Tôn đưa ca khúc Chỉ đối nễ hữu cảm giác (Chỉ có tình cảm với em) do nhóm Phi Luân Hải của anh và Điền Phức Chân trình bày và ca khúc Chiếm hữu do nhóm Phi Luân Hải của anh trình bày vào làm 2 nhạc nền của bộ phim.
Bộ phim được phát sóng trên kênh truyền hình cáp Gala Television (GTV) Variety Show / CH 28 (八大綜合台) của Đài Loan vào lúc 10:00 p.m thứ bảy hàng tuần từ ngày 3 tháng 6 năm 2006 đến ngày 23 tháng 9 năm 2006 (17 tập phim, mỗi tập 70 phút), phát lại vào lúc 1:00 p.m chủ nhật hàng tuần từ ngày 4 tháng 6 năm 2006 đến ngày 24 tháng 9 năm 2006. Kênh VTV1 của Việt Nam cũng phát sóng bộ phim này vào lúc 5:00 pm từ ngày 21 tháng 10 năm 2006 đến ngày 15 tháng 11 năm 2006 (các ngày trong tuần) nhưng đã chia nhỏ từng tập phim thành 26 tập (45 phút cho 1 tập). Bộ phim được Hồng Kông mua bản quyền, được lồng tiếng Quảng và phát sóng trên kênh truyền hình của Hồng Kông từ tháng 11 năm 2006 (17 tập phim, mỗi tập 70 phút).

## Diễn viên
| Diễn viên                           | Vai diễn                                                                                           | Câu chuyện của nhân vật | Xuất hiện trong các tập phim                                   |
| Ngô Tôn                             | Kỳ Phong Lượng (Nhân vật trong manga: Himemiya Akira)                                              | Bạn trai của Lâm Lai Tuệ, sinh năm 1985 (theo nội dung bộ phim), thành viên nhóm B.C.Jungle trong Học viện Bảo Thành. Con trai của Trữ Hình, tên lúc nhỏ là Trữ Phong Lượng. Vì thấy mẹ bị ung thư sắp qua đời, cậu (khi đó 5 tuổi) tìm Trữ Hình nhưng thấy Trữ Hình chỉ lo chạy show với các người mẫu nữ không chịu đi gặp mẹ cậu lần cuối, đến khi cậu về bệnh viện thì mẹ cậu đã mất, cậu hận ba mình và đổi thành họ Kỳ của mẹ. Năm cậu 6 tuổi, cậu gặp Lâm Lai Tuệ 5 tuổi tại bữa tiệc lúc còn nhỏ và đem lòng yêu thích cô bé đó. Cậu ghi nhớ trong lòng mái tóc dài của cô bé để sau này trưởng thành sẽ đi tìm lại cô bé. Nghe tin Trữ Hình cưới một người mẫu nữ Mỹ Linh (mẹ của Lâm Lai Tuệ) làm vợ nên cậu căm ghét các người mẫu nữ, cậu thề rằng không bao giờ thiết kế trang phục cho các người mẫu nữ, tuy nhiên vì yêu Lâm Lai Tuệ nên cậu bỏ qua lời thề này, muốn lấy tên tiếng Anh của Lâm Lai Tuệ là Stephanie làm tên của thương hiệu thiết kế trang phục nữ của mình. Cùng Lâm Lai Tuệ, Trịnh Nội Tư và Ngụy Trạch Công đi làm thêm ở cửa hàng của học trò cũ của Hác lão sư (Giảng viên họ Hác của Học viện Bảo Thành). Thấy Trữ Hình khiến Lâm Lai Tuệ không thể trình diễn bộ sưu tập thời trang mới ở trường nên cậu phải tạm nghỉ học và nghỉ làm ở cửa hàng để sang công ty La Marguerite của Trữ Hình làm việc. Nhưng Lâm Lai Tuệ chạy đến thuyết phục cậu bỏ công ty La Marguerite về lại cửa hàng và đi học bình thường. Khi ở Phi Dương doanh (Doanh trại bay), cậu và Lâm Lai Tuệ bị sắp xếp cho ở chung 1 phòng. Cậu muốn gìn giữ cho Lâm Lai Tuệ nên thường xuyên ra ngoài phòng ngủ, để cô ấy ở trong phòng 1 mình nhiều đêm. Đến khi Lâm Lai Tuệ bị đau dạ dày, cậu cũng không biết Thấy Ngải Lợi Âu chăm sóc cho Lâm Lai Tuệ suốt đêm ở Phi trong phòng nên cậu ghen. Thường xuyên nổi giận với Lâm Lai Tuệ khi thấy cô ấy thân thiết với Ngải Lợi Âu (do Ngải Lợi Âu cũng có tình cảm với Lâm Lai Tuệ). Trở thành bạn thân với Ngải Lợi Âu sau khi biết Ngải Lợi Âu chúc phúc cho cậu và Lâm Lai Tuệ. Cùng với Trịnh Nội Tư và Ngụy Trạch Công được Cao Cương Tuyền mời về làm nhà thiết kế cho Nhật Dương Phường Phường Chức Nghiệp (Công ty dệt may Nhật Dương Phường). Cậu từ chối Cao Cương Tuyền khi cô ấy đề nghị làm người tình bí mật với cậu. Cậu phải nghỉ việc ở Nhật Dương Phường Phường Chức Nghiệp (Công ty dệt may Nhật Dương Phường) vì Trữ Hình dùng truyền thông gây áp lực đến công ty. Kêu Lâm Lai Tuệ đến ở cùng một nhà cho khỏi ghen tuông, hết cô đơn một mình. Tự thiết kế và tự may cho Lâm Lai Tuệ một chiếc váy cưới. Từ chối kết hôn với Cam Lý Sa khi Trữ Hình và mẹ của Cam Lý Sa đang tuyên bố hôn sự này trước đám đông, sau đó Cam Lý Sa về Ý khi không thể chinh phục được Kỳ Phong Lượng. Thấy Lâm Lai Tuệ không muốn mặc chiếc váy cưới kia do Cam Lý Sa từng mặc, cậu tự thiết kế và tự may ra một chiếc váy cưới mới và cậu cùng với Lâm Lai Tuệ tự làm đánh cưới bí mật với nhau. Có thể vẽ lại các mẫu thiết kế nội y Candy giống với các mẫu của Lâm Lai Tuệ chỉ thông qua lời mô tả của Lâm Lai Tuệ (khi cô ấy đang bị kẹt trong thang máy, không thể mang các mẫu thiết kế đến công ty EZ Body), rồi mang các mẫu thiết kế đến công ty EZ Body giúp Lục Nhất My hoàn thiện cuộc họp. Cậu phải để Lâm Lai tuệ về nhà ba của cô thì mới được ba của cô ấy cho phép hẹn hò yêu đương. Vì muốn làm một chiếc nhẫn tặng cho Lâm Lai Tuệ, cậu nhờ Ngụy Trạch Công giúp, sau đó Mã Lợi Á tự nguyện dạy cho anh cách làm ra chiếc nhẫn, rồi cậu tặng lại cho Lâm Lai Tuệ. Nhưng Mã Lợi Á thích cậu, đi làm chung cửa hàng với cậu và gài cậu mang tiếng là quan hệ tình dục với cô tại nơi làm việc (dù cậu không làm gì cả). Thấy Trữ Hình ném quyển notebook tất cả các bản thiết kế tâm huyết của Lâm Lai Tuệ xuống sông, cậu liền nhảy xuống vớt lên nhưng notebook đã bị ướt. Mời Đằng Quang Hy cùng làm người mẫu cho 2 trang phục nam của Lâm Lai Tuệ (2 trang phục mà Lâm Lai Tuệ lấy lại được trong biển lửa do Thang Điền của Trữ Hình đốt) trong cuộc thi đấu với Trữ Hình vào năm 2005 (theo nội dung bộ phim). Nhận lời và đi cùng Lạp Phất Nhĩ Khải Nhĩ Mã Ni, Mễ Lạp Khải Nhĩ Mã Ni và Mật Nhi Khải Nhĩ Mã Ni sang Ý du học 1 năm, còn Lâm Lai Tuệ quyết định ở lại Đài Loan giúp Lục Nhất My và công ty Syaruru. Thấy Lâm Lai Tuệ thách đấu với Trữ Hình cấp độ Châu Á nên cậu cùng Ngải Lợi Âu từ Ý về Đài Loan để giúp cô, tuy nhiên khi biết được sự thật chính mẹ của cậu không muốn Trữ Hình thăm dù bà qua đời và còn cho phép Trữ Hình lấy vợ sau, cậu rời khỏi Lâm Lai Tuệ và sang công ty La Marguerite của Trữ Hình, chính thức từ bỏ mối hận với Trữ Hình sau 16 năm ấp ủ. Nghe tin Lâm Lai Tuệ muốn từ bỏ cuộc thi đấu vì mình, cậu liền chạy đi tìm Lâm Lai Tuệ ở Đài Đông. Nghe tin Trữ Hình bị bệnh nhập viện, cậu vẫn cứ tìm Lâm Lai Tuệ, gặp cô ấy tại sân bay ở Đài Bắc và thuyết phục cô ấy không lên máy bay sang Ý, để cô ấy ở lại Đài Loan tiếp tục thi đấu với Trữ Hình. Cuối cùng cô ấy cũng đánh bại được Trữ Hình trong thiết kế thời trang vào mùa thu năm 2006 (theo nội dung bộ phim), khiến Trữ Hình phải dẹp bỏ cả thương hiệu Little Daisy cùng công ty La Marguerite. Sau đó cậu và Lâm Lai Tuệ dành ra 1 năm không gặp nhau để chuẩn bị thi đấu với nhau trong thiết kế thời trang. Sang năm sau, mùa thu năm 2007 (theo nội dung bộ phim), Lâm Lai Tuệ mở cửa hàng Robyn Hung bán quần áo do cô tự thiết kế và tự may. Cậu và Lâm Lai Tuệ khi đó đều đã bỏ đi sự tranh đấu của cuộc đời (Lâm Lai Tuệ không còn muốn thành lập thương hiệu mang tên cô, không còn muốn làm nhà thiết kế giỏi nhất thế giới nữa, Kỳ Phong Lượng cũng không còn muốn thành lập thương hiệu thời trang nữ mang tên Stephanie của Lâm Lai Tuệ nữa) để quay về cuộc sống bình dị. Cậu xuất hiện trong buổi khai trương cửa hàng Robyn Hung của Lâm Lai Tuệ và cầu hôn Lâm Lai Tuệ cuối phim. | Đủ 17 tập phim                                                 |
| Tương Bác Đào                       | Kỳ Phong Lượng (Nhân vật trong manga: Himemiya Akira)                                              | Kỳ Phong Lượng lúc nhỏ | Các tập 1, 2, 16                                               |
| Lâm Y Thần                          | Lâm Lai Tuệ Stephanie Lin (Nhân vật trong manga: Ayase Minori)                                     | Sinh ngày 13 tháng 5 năm 1986 (theo nội dung bộ phim). Bạn gái của Kỳ Phong Lượng. Gặp Kỳ Phong Lượng trong một bữa tiệc lúc cô 5 tuổi và đem lòng yêu Kỳ Phong Lượng từ đó. Cô cũng để tóc dài cho đến khi trưởng thành để Kỳ Phong Lượng sau này nhận ra cô. Bởi vì mẫu thiết kế tiểu cúc Đại sư (Little Daisy) cô vẽ năm 5 tuổi đã bị Trữ Hình lấy đi, mẹ của cô cũng bị Trữ Hình cướp đi làm vợ khiến ba của cô một mình nuôi cô, cô rất ghét Trữ Hình nên muốn đánh bại ông ấy. Tại buổi lễ khai giảng trường Bảo Thành học viện năm 2004 (theo nội dung bộ phim), cô tuyên bố sẽ đánh bại Trữ Hình trong thiết kế thời trang trước mặt Trữ Hình. Cô gặp lại Kỳ Phong Lượng và yêu Kỳ Phong Lượng. Biết Kỳ Phong Lượng là con trai của Trữ Hỉnh, cô dự tính đi chơi với Kỳ Phong Lượng bữa cuối, rồi cô yêu cầu Kỳ Phong Lượng cắt bỏ mái tóc dài của cô thể hiện sự trừng phạt của cô cho bản thân cô. Cùng Kỳ Phong Lượng, Trịnh Nội Tư và Ngụy Trạch Công đi làm thêm ở cửa hàng của học trò cũ của Hác lão sư (Giảng viên họ Hác của Học viện Bảo Thành). Thấy Kỳ Phong Lượng vì buổi trình diễn thời trang ở trường của cô bị hủy do Trữ Hình mà phải nghỉ học, nghỉ làm để sang công ty La Marguerite làm việc, cô sang công ty La Marguerite thuyết phục Kỳ Phong Lượng quay về cửa hàng và tiếp tục đi học. Bị Trịnh Nội Tư cưỡng hôn khi anh ấy không kiềm chế được cảm xúc nhưng cô vẫn coi Trịnh Nội Tư là bạn, được Trịnh Nội Tư chúc phúc cho cô và Kỳ Phong Lượng. Khi tham gia Phi dương doanh (Doanh trại bay), cô và Ngải Lợi Âu (nhà thiết kế từ Ý) lấy nhầm hành lý của nhau khiến cô không có thuốc chữa đau dạ dày để uống. Cô còn bị sắp xếp chung phòng với Kỳ Phong Lượng, nhưng Kỳ Phong Lượng muốn giữ gìn cho cô nên anh ra khỏi phòng để cô một mình trong phòng nhiều đêm. Và cô bị đau dạ dày một mình trong phòng, may mắn là Ngải Lợi Âu đem hành lý trả cho cô và cho cô uống thuốc chữa đau dạ dày kịp lúc. Bị Trữ Hình đánh thuốc mê và bị Trữ Hình cướp đi mẫu thiết kế mới của cô, may mắn là Ngải Lợi Âu đã lấy lại mẫu thiết kế đem trình diễn ở công ty Bambino rồi tuyên bố chủ nhân mẫu thiết kế chính là Lâm Lai Tuệ. Được Ngải Lợi Âu đem mẫu thiết kế đó đăng ký cho cô tham gia cuộc thi Thái Uyển lần thứ 91, nhưng bị Trữ Hình thuê người giựt đồ của cô nhằm kéo dài thời gian khiến cô không thể tham gia cuộc thi Thái Uyển lần thứ 91 này, thậm chí khiến cô bị phỏng một bàn tay. Từ chối tình cảm của Ngải Lợi Âu sau khi Ngải Lợi Âu từng cố gắng cưỡng hôn, quấy rối và cưỡng hiếp cô bất thành. Bị Trữ Hình sai người dồn ép khiến cô phải tự nhảy lầu xuống đất để trốn nhưng bị thương nặng phải nhập viện 1 thời gian. Được Trữ Hình mời về làm nhà thiết kế cho công ty La Marguerite của ông ấy, với minh tinh Đằng Quang Hy làm người mẫu cho cô thiết kế. Bị Trữ Hình không cho đăng lên tạp chí và không cho trình diễn các trang phục do cô vất vả tự thiết kế và tự may, bị Trữ Hình hủy hoại danh dự trước truyền thông khi cô bị gán tội ăn cắp mẫu thiết kế của Trữ Hình để giành giải nhất cuộc thi thiết kế Hi-Mode, bị sa thải khỏi công ty La Marguerite, nhưng sau đó cô đoạt giải nhất ở một cuộc thi thiết kế Thái Uyển lần thứ 92 giúp cô lấy lại danh dự đã mất. Từ chối tình cảm của Đằng Quang Hy khị cậu ấy từng cưỡng hôn cô, từng cho Đằng Quang Hy ở cùng nhà nhưng sau đó cô khiến cho Đằng Quang Hy dọn đi, rồi cô dọn qua ở chung nhà với Kỳ Phong Lượng. Được Kỳ Phong Lượng tự thiết kế và tự may ra một chiếc váy cưới tặng cho. Được Đằng Quang Hy mua cho một gian phòng lớn làm quá tặng cho việc cô đoạt giải nhất cuộc thi thiết kế và chúc phúc cho cô với Kỳ Phong Lượng. Cam Lý Sa từ Ý trở về muốn đánh bại cô trong thiết kế và giành lấy Kỳ Phong Lượng từ cô, Trữ Hình giúp cho Cam Lý Sa đoạt giải nhất trong cuộc thi mà đáng lý giải nhất đó phải thuộc về Lâm Lai Tuệ, nhưng sau đó chính Cam Lý Sa trao lại giải nhất đó cho cô trên sân khấu. Biết cô không chịu mắc váy cưới kia do Cam Lý Sa từng mặc, Kỳ Phong Lượng lại tự thiết kế và tự may ra một chiếc váy cưới mới cho cô. Cô và Kỳ Phong Lượng bí mật làm đám cưới với nhau ở một nhà thờ. Vì phải viết báo cáo 5000 chữ về nội y nên cô nhờ nhà thiết kế nội y Lục Nhất My giúp đỡ, bị thuyết phục tham gia trình diễn nội y trong các show diễn nội y của Lục Nhất My. Mời Lục Nhất My và vài bạn về nhà ôn thi cho họ, bị Lục Nhất My cưỡng hiếp nhưng bất thành. Khi cô bị kẹt trong thang máy không thể mang các mẫu thiết kế Candy ra ngoài, cô mô tả cho Kỳ Phong Lượng bên ngoài vẽ lại (Kỳ Phong Lượng vẽ rất giống với các mẫu thiết kế Candy đang bị kẹt bên trong thang máy của Lâm Lai Tuệ) và mang dùm đến công ty EZ Body. Bị ba cô đòi cô dọn về nhà không cho ở chung nhà với Kỳ Phong Lượng nữa, bị Lục Nhất My làm mất chiếc nhẫn mà Kỳ Phong Lượng tặng cho cô, cô phải dọn về nhà ba cô. Vào bẫy của Trữ Hình, trở thành quản lý thiết kế của công ty Syaruru rồi bị ông ấy đánh cắp 30 mẫu thiết kế. Cô phải dành ra 1 tháng để vẽ lại, nhưng khi biết Trữ Hình là người khiến cô trở thành quản lý thiết kế thì cô không vẽ lại các thiết kế nữa. Thấy Mã Lợi Á nói rằng được Kỳ Phong Lượng làm thêm nhẫn tặng cho nên cô ghen tuông, nghe chuyện Kỳ Phong Lượng quấy rối Mã Lợi Á lại khiến cô đau buồn. Bị Mã Lợi Á lấy cắp quyển notebook tất cả các mẫu thiết kế tâm huyết và bị Trữ Hình ném xuống sông. Lục Nhất My đăng báo tiết lộ chuyện Little Daisy của cô bị Trữ Hình lấy cắp nhiều năm trước, cô muốn Trữ Hình không vì chuyện này mà bỏ cuộc thi đấu với cô nên cô phải cắn răng tuyên bố với các phóng viên rằng Little Daisy là của Trữ Hình, không phải của cô. Dù cô lấy lại thể hiện cho Trữ Hình nhưng Trữ Hình vẫn sai Thang Điền đi đốt hết các trang phục mà cô chuẩn bị thi đấu với ông ấy. Cô nhảy vào biển lửa lấy lại được hai trang phục nam và cô lại bị phỏng, bị ngất do ngạt khí. Kỳ Phong Lượng và Đằng Quang Hy trở thành người mẫu giúp cô hoàn thành buổi biểu diễn. Video ghi hình buổi biểu diễn của cô được nhiều lượt xem hơn bên Trữ Hình vào năm 2005 (theo nội dung bộ phim). Tình cờ gặp và vẽ mẫu thiết kế trang phục cho Lạp Phất Nhĩ Khải Nhĩ Mã Ni, được ông ta khen ngợi tài năng của cô và ông ta mời cô sang Ý du học cùng Kỳ Phong Lượng nhưng cô từ chối vì cô đang làm việc ở công ty Syaruru giúp Lục Nhất My. Tuy nhiên khi cô đến công ty Syaruru thì phát hiện Trữ Hình đã đưa Ấu Kỳ vào thay thế vị trí của cô ở Syaruru, và cô đã bị công ty Syaruru thanh lý hợp đồng. Cô cũng rời bỏ công ty EZ Body. Rồi cô tự thiết kế và may các bộ quần áo, đem ra cửa hàng quần áo để bán nhưng mọi cửa hàng đều từ chối cô (do Chủ tịch Hiệp hội các nhà thiết kế Châu Á là Lý Khắc Hành gây áp lực với mọi cửa hàng ở Đài Loan), cửa hàng quần áo mà cô đang làm thêm cũng phải cho cô nghỉ việc theo lệnh của Lý Khắc Hành. Rồi cô đối diện với Lý Khắc Hành khi Lý Khắc Hành đang chê cười bà chủ cửa hàng kia muốn bán quần áo mà cô mang tới. Kế đó cô được ông ta mời sang Milan của Ý và Nhật Bản để trau dồi thêm kỹ năng thiết kế nhưng cô từ chối, cô chỉ muốn tại Đài Loan (nơi mẫu thiết kế Little Daisy của cô bị Trữ Hình lấy cắp khi cô 5 tuổi) tự trau dồi. Lý Khắc Hành mời cô đến một gian phòng để cô tự thiết kế ra các mẫu tâm huyết nhất, 3 tháng sau sẽ dùng để thi đấu với Trữ Hình. Sau đó Kỳ Phong Lượng và Ngải Lợi Âu từ Ý về để giúp cô nhưng Kỳ Phong Lượng lại bị tình cảm cha con làm lay động, khiến anh ta rời bỏ Lâm Lai Tuệ để sang công ty La Marguerite của Trữ Hình. Lâm Lai Tuệ rất đau lòng về việc này, muốn từ bỏ cuộc thi đấu, đi tới Đài Đông thì gặp mẹ của cô nhưng mẹ cô không nhân ra cô, cô lại muốn bỏ sang Ý, nhưng Kỳ Phong Lượng ngăn cô ngay sân bay ở Đài Bắc và thuyết phục cô ở lại Đài Loan tiếp tục cuộc thi đấu. Lý Khắc Hành bỏ tiền thuê đầu con phố (gần công ty La Marguerite của Trữ Hình) cho cô và giúp cô mời những người mẫu cho các thiết kế của cô (bao gồm những thành viên nhóm cheerleading, những người thợ xây dựng, những nhóm nhảy khiêu vũ, nhóm nhảy hiphop, nhóm diễn xiếc, nhóm múa lửa, cô trồng cây, anh bạn nghèo lụm đồ ăn trong thùng rác để ăn uống). Và cô đã làm nên một buổi biểu diễn thời trang kết hợp biểu diễn đường phố vui nhộn khiến giới truyền thông khen ngợi, đánh giá cao hơn buổi trình diễn "Phong hoa tuyệt đại" kỷ niệm 15 năm thành lập công ty La Marguerite và thương hiệu Little Daisy của Trữ Hình vào mùa thu năm 2006 (theo nội dung bộ phim). Trữ Hình phải dẹp bỏ công ty La Marguerite và thương hiệu Little Daisy. Cô trở thành nhiết kế nổi tiếng nhất Châu Á và được thế giới biết đến. Sau khi đánh bại Trữ Hình, cô và Kỳ Phong Lượng dành ra 1 năm không gặp nhau để chuẩn bị thi đấu với nhau trong thiết kế thời trang. Nhưng cô sau đó kết thúc việc nhận sự hỗ trợ của Lý Khắc Hành, không còn muốn đấu tranh trong thiết kế thời trang nữa. Sang năm sau, mùa thu năm 2007 (theo nội dung bộ phim), cô mở cửa hàng Robyn Hung bán quần áo do cô tự thiết kế và tự may. Cô để mái tóc dài ra như hồi nhỏ và chờ đợi Kỳ Phong Lượng xuất hiện vào buổi khai trương cửa hàng của cô. Cô và Kỳ Phong Lượng khi đó đều đã bỏ qua sự đấu tranh của cuộc đời (Lâm Lai Tuệ không còn muốn thành lập thương hiệu mang tên cô, không còn muốn làm nhà thiết kế giỏi nhất thế giới nữa, Kỳ Phong Lượng cũng không còn muốn thành lập thương hiệu thời trang nữ mang tên Stephanie của Lâm Lai Tuệ nữa) để quay về cuộc sống bình dị mà hai người từng mong ước. Kỳ Phong Lượng xuất hiện ở buổi khai trương cửa hàng Robyn Hung của cô và cô được Kỳ Phong Lượng cầu hôn cuối phim. | Đủ 17 tập phim                                                 |
| Hứa Quỳnh Vân                       | Lâm Lai Tuệ Stephanie Lin (Nhân vật trong manga: Ayase Minori)                                     | Lâm Lai Tuệ lúc nhỏ | Các tập 1, 2                                                   |
| Nhậm Đạt Hoa                        | Trữ Hình đại sư (Thầy Trữ Hình) (Nhân vật trong manga: Hinagata Eiji)                              | Ba của Kỳ Phong Lượng, chồng sau của mẹ Lâm Lai Tuệ, đã từng lấy mẫu thiết kế những bông hoa cúc nhỏ "Đại sư" (Little Daisy) do Lâm Lai Tuệ khi mới 5 tuổi vẽ đem đi trình diễn ở cuộc thi Thái Uyển, nhờ mẫu thiết kế Little Daisy này mà ông trở nên nổi tiếng khắp thế giới, rồi ông mới thành lập ra công ty La Marguerite (có trụ sở ở Đài Loan, hai chi nhánh ở New York và Nhật Bản). Năm 2004 (theo nội dung bộ phim) ông tham dự lễ khai giảng ở Học viện Bảo Thành thì bị Lâm Lai Tuệ tiết lộ chuyện ông từng lấy cắp mẫu thiết kế của bé gái 5 tuổi (chính là Lâm Lai Tuệ) vào 13 năm trước và Lâm Lai Tuệ tuyên bố sẽ đánh bại ông trong thiết kế thời trang trước toàn trường. Can thiệp khiến Lâm Lai Tuệ không thể trình diễn thiết kế thời trang ở trường Bảo Thành học viện, Kỳ Phong Lượng phải nghỉ học và nghỉ làm ở cửa hàng để sang công ty La Marguerite của ông làm việc. Nhưng Lâm Lai Tuệ chạy sang La Marguerite thuyết phục Kỳ Phong Lượng quay về cửa hàng và tiếp tục đi học, rời bỏ La Marguerite của ông. Ghét việc Lâm Lai Tuệ và Kỳ Phong Lượng yêu nhau, vì vậy ông thường tìm cách hại Lâm Lai Tuệ. Ông thường xuyên can thiệp Lâm Lai Tuệ khó tham dự các cuộc thi thiết kế thời trang, cướp lấy bản vẽ thiết kế thời trang của Lâm Lai Tuệ một lần nữa. Sắp xếp cho Ngải Lợi Âu chen vào mối quan hệ giữa Kỳ Phong Lượng và Lâm Lai Tuệ, để Ngải Lợi Âu yêu Lâm Lai Tuệ. Ông sai người gọi điện báo với Lâm Lai Tuệ rằng cô đã đạt giải nhất cuộc thi thiết kế, mời cô đến một căn phòng rồi đánh thuốc mê cô ấy. Ông đến lấy đi mẫu thiết kế mới của cô ấy và để Ngải Lợi Âu ở cùng Lâm Lai Tuệ với ý định Lâm Lai Tuệ sẽ bị Ngải Lợi Âu cưỡng hiếp. Nhưng Ngải Lợi Âu sau đó lại về phe của Lâm Lai Tuệ, giúp Lai Tuệ lấy lại mẫu thiết kế mà ông vừa cướp được. Sai người dồn ép khiến Lấm Lai Tuệ phải tự nhảy lầu xuống đất bị thương nặng, rồi ông làm bộ quan tâm cô, đóng viện phí cho cô. Thuê người đi giựt đồ của Lâm Lai Tuệ nhằm kéo dài thời gian khiến cho Lâm Lai Tuệ không thể tham gia cuộc thi Thái Uyển lần thứ 91 mà Ngải Lợi Âu đã đăng ký giúp cho cô. Thấy Cao Cương Tuyền (đang thích Kỳ Phong Lượng) mời Kỳ Phong Lượng về làm cho Nhật Dương Phường Phường Chức Nghiệp (Công ty dệt may Nhật Dương Phường), ông liền mời Đằng Quang Hy (đang thích Lâm Lai Tuệ) làm người mẫu và Lâm Lai Tuệ làm nhà thiết kế cho công ty La Marguerite của ông nhằm khiến cho Kỳ Phong Lượng và Lâm Lai Tuệ thành đối thủ trong ngành thiết kế thời trang. Không cho đăng tạp chí và không cho trình diễn những trang phục do Lâm Lai Tuệ vất vả tự thiết kế và tự may, dùng truyền thông gây áp lực cho Nhật Dương Phường Phường Chức Nghiệp (Công ty dệt may Nhật Dương Phường), khiến Kỳ Phong Lượng phải nghỉ việc. Dùng truyền thông gán tội ăn cắp mẫu thiết kế của công ty ông nhằm giành giải nhất cuộc thi Hi-Mode cho Lâm Lai Tuệ và sa thải Lâm Lai Tuệ. Lấy mẫu thiết kế mà Lâm Lai Tuệ dự thi Hi-Mode làm của mình. Thấy Lâm Lai Tuệ lại giành giải nhất cuộc thi Thái Uyển lần thứ 92 bằng mẫu thiết kế mà ông vừa lấy cắp của Lâm Lai Tuệ (mẫu thiết kế mà cô đăng ký thi Hi-Mode bị ông đánh tráo bằng mẫu của ông và gán tội ăn cắp cho cô ấy) thì ông không vui nhưng vẫn tỏ ra vui vẻ chúc mừng cho cô. Thấy Cam Lý Sa từ Ý về nên ông cùng với mẹ của Cam Lý Sa tuyên bố Cam Lý Sa và Kỳ Phong Lượng sẽ lấy nhau, nhưng bị Kỳ Phong Lượng từ chối. Ông trao giải nhất cuộc thi thiết kế cho Cam Lý Sa thay vì Lâm Lai Tuệ dù Lâm Lai Tuệ đánh giá cao hơn, và ông rất tức giận khi Cam Lý Sa trao lại giải cho Lâm Lai Tuệ trên sân khấu. Ông giúp đỡ Lục Nhất My thành lập ra công ty con EZ Body của tập đoàn Lục Thị, thấy Lục Nhất My thích Lâm Lai Tuệ nên ông nhân đó khiến cho Lục Nhất My chen vào mối quan hệ giữa Lâm Lai Tuệ và Kỳ Phong Lượng. Gọi điện thoại cho ba của Lâm Lai Tuệ than phiền việc Lâm Lai Tuệ ở chung nhà với con trai Kỳ Phong Lượng của ông ấy, khiến ba của Lâm Lai Tuệ đến nhà của Kỳ Phong Lượng ép Lâm Lai Tuệ dọn về nhà cô ấy. Được ba của Lục Nhất My mời về làm người đứng đầu nhóm thiết kế của công ty Syaruru, tiếp tục là người quản lý cấp trên trực tiếp của Lâm Lai Tuệ, nhưng nghe Mã Lợi Á kể việc Lâm Lai Tuệ muốn loại ông khỏi Syaruru, ông bày ra bẫy dụ Lâm Lai Tuệ làm quản lý thiết kế của Syaruru rồi ông lấy cắp 30 mẫu thiết kế của cô đi trình diễn dưới tên công ty La Marguerite của ông. Việc này khiến Lâm Lai Tuệ phải dành 1 tháng để vẽ lại các mẫu thiết, không còn thời gian dành cho Kỳ Phong Lượng, và Kỳ Phong Lượng đang bị Mã Lợi Á gài, khiến Kỳ Phong Lượng bị mang tiếng quan hệ tình dục với Mã Lợi Á ở nơi làm việc. Ông nhờ Mã Lợi Á lấy cắp quyển notebook tất cả các mẫu thiết kế tâm huyết của Lâm Lai Tuệ rồi ném hết xuống sông. Sai Thang Điền đi đốt hết các trang phục mà Lâm Lai Tuệ chuẩn bị trong cuộc thi với ông. Tuy nhiên buổi trình diễn thời trang cùa công ty ông vẫn ít lượt xem hơn buổi trình diễn thời trang của Lâm Lai Tuệ vào năm 2005 (theo nội dung bộ phim). Nghe nói Lâm Lai Tuệ chuẩn bị sang Ý thì ông liền đề nghị ba của Lục Nhất My đưa Ấu Kỳ vào công ty Syaruru thay thế ngay vị trí của Lâm Lai Tuệ. Nổi giận khi thấy Lý Khắc Hành giúp Lâm Lai Tuệ thách đấu với ông, ông sai Thang Điền ký kết hợp đồng với các nhà thiết kế đang muốn giúp Lâm Lai Tuệ đánh bại ông (nhằm kéo họ về phía của ông để chống lại Lâm Lai Tuệ), rồi ông cùng Thang Điền dùng tình cảm cha con kéo Kỳ Phong Lượng trở về công ty La Marguerite của mình. Thấy Lâm Lai Tuệ bỏ cuộc thi đấu ra đi và Kỳ Phong Lượng lại chạy đi tìm cô ấy, ông ngã bệnh ở khách sạn phải nhập viện khiến Thang Điền phải gọi Kỳ Phong Lượng bỏ việc tìm Lâm Lai Tuệ, quay về thăm ông. Nhưng Kỳ Phong Lượng vẫn cứ tìm Lâm Lai Tuệ, thuyết phục cô ấy quay lại tham gia cuộc thi đấu, rồi Kỳ Phong Lượng trở lại công ty La Marguerite, ông liền khỏe lại, tiếp tục cùng Lâm Lai Tuệ tranh tài. Ông được giám đốc Ngô của công ty trang sức tài trợ cho buổi biểu diễn và ông quy tụ hàng loạt người mẫu nữ trên khắp thế giới về để trình diễn các mẫu thiết kế Little Daisy mới của ông. Ông đặt tên cho chủ đề của buổi biểu diễn của ông là "Phong hoa tuyệt đại". Tuy nhiên buổi trình diễn "Phong hoa tuyệt đại" kỷ niệm 15 năm thành lập công ty La Marguerite và thương hiệu Little Daisy vào mùa thu năm 2006 (theo nội dung bộ phim) của ông dù đẹp mắt tới đâu nhưng đã tạo ra sự nhàm chán cho khán giả, vì suốt 15 năm qua vẫn là Little Daisy mà không có cái gì mới, với lại ông chỉ thiết kế trang phục nữ. Trong khi bên Lâm Lai Tuệ trình diễn thời trang các mẫu thiết kế cho cả trang phục nam và trang phục nữ, các mẫu thiết kế mới kết hợp biểu diễn đường phố vui nhộn thu hút giới truyền thông rất mạnh. Ông đã thua Lâm Lai Tuệ và ông dẹp bỏ luôn công ty La Marguerite cùng thương hiệu Little Daisy từng lấy cắp từ Lâm Lai Tuệ 15 năm trước. | Đủ 17 tập phim                                                 |
| Trương Duệ Gia                      | Trịnh Nội Tư (Nhân vật trong manga: Jinnai Tsukasa)                                                | Bạn của Kỳ Phong Lượng và Ngụy Trạch Công, thành viên nhóm B.C.Jungle trong Học viện Bảo Thành. Cùng Kỳ Phong Lượng, Lâm Lai Tuệ và Ngụy Trạch Công đi làm thêm ở cửa hàng của học trò cũ của Hác lão sư (Giảng viên họ Hác của Học viện Bảo Thành). Thích Lâm Lai Tuệ, từng cưỡng hôn Lâm Lai Tuệ khi không kiềm chế được cảm xúc. Nhiều lần cố gắng giúp đỡ cho Kỳ Phong Lượng và Lâm Lai Tuệ hóa giải hiểu lầm với nhau. Giúp Kỳ Phong Lượng đưa cho Lâm Lai Tuệ mặc chiếc váy mà Kỳ Phong Lượng tư may và tự thiết kế trong buổi trình diễn ở Học viện Bảo Thành của Kỳ Phong Lượng. Cùng với Kỳ Phong Lượng và Ngụy Trạch Công được Cao Cương Tuyền mời về làm nhà thiết kế cho Nhật Dương Phường Phường Chức Nghiệp (Công ty dệt may Nhật Dương Phường). Sau đó cùng Kỳ Phong Lượng nghỉ việc ở công ty Nhật Dương Phường đó. Giúp Kỳ Phong Lượng đưa lại mẫu thiết kế cho Lâm Lai Tuệ (mẫu thiết kế từng bị Trữ Hình đá tráo nhằm gán tội ăn cắp mẫu thiết kế cho Lâm Lai Tuệ, chính Kỳ Phong Lượng lấy được chìa khóa văn phòng của Trữ Hình từ Ấu Kỳ và vào văn phòng của Trữ Hình lấy lại mẫu thiết kế đó) và giải thích cho Lâm Lai Tuệ việc Kỳ Phong Lượng diễn kịch để lấy chìa khóa của Ấu Kỳ giúp cô, đồng thời Kỳ Phong Lượng còn ghen khi Đằng Quang Hy còn ở cùng nhà với Lâm Lai Tuệ. Cùng Bùi Mỹ Tử và Ngụy Trạch Công bày ra một buổi hẹn hò lãng mạn giúp Lâm Lai Tuệ và Kỳ Phong Lượng hàn gắn lại với nhau ở phố đi bộ. Cùng Bùi Mỹ Tử, Ngụy Trạch Công, Lục Nhất My, Ngải Lợi Âu hết mình giúp đỡ Lâm Lai Tuệ trong việc đánh bại Trữ Hình trong cuộc thi tầm Châu Á. Sang năm sau, cùng Ngụy Trạch Công, Bùi Mỹ Tử, Ngải Lợi Âu, Đằng Quang Hy giúp đỡ Lâm Lai Tuệ mở cửa hàng Robyn Hung bán quần áo do Lâm Lai Tuệ tự thiết kế và tự may. | Các tập từ tập tập 1 đến tập 14, 16, 17                        |
| Thương Hạo Tường                    | Ngụy Trạch Công (Nhân vật trong manga: Mizusawa Ko)                                                | Bạn của Kỳ Phong Lượng và Trịnh Nội Tư, thành viên nhóm B.C.Jungle trong Học viện Bảo Thành. Cùng Kỳ Phong Lượng, Trịnh Nội Tư và Lâm Lai Tuệ đi làm thêm ở cửa hàng của học trò cũ của Hác lão sư (Giảng viên họ Hác của Học viện Bảo Thành). Luôn trêu chọc Kỳ Phong Lượng, Trịnh Nội Tư, Ngải Lợi Âu, Lục Nhất My, Lâm Lai Tuệ và Bùi Mỹ Tử. Cùng với Kỳ Phong Lượng và Trịnh Nội Tư được Cao Cương Tuyền mời về làm nhà thiết kế cho Nhật Dương Phường Phường Chức Nghiệp (Công ty dệt may Nhật Dương Phường). Sau đó cùng Kỳ Phong Lượng nghỉ việc ở công ty Nhật Dương Phường đó, tự mở tiệm làm nhẫn handmade, thu nhận được một nhân viên giỏi làm nhẫn là Mã Lợi Á. Cùng Trịnh Nội Tư và Bùi Mỹ Tử bày ra một buổi hẹn hò lãng mạn giúp Lâm Lai Tuệ và Kỳ Phong Lượng hàn gắn lại với nhau ở phố đi bộ. Cùng Bùi Mỹ Tử, Trịnh Nội Tư, Lục Nhất My, Ngải Lợi Âu hết mình giúp đỡ Lâm Lai Tuệ trong việc đánh bại Trữ Hình trong cuộc thi tầm Châu Á. Sang năm sau, cùng Trịnh Nội Tư, Bùi Mỹ Tử, Ngải Lợi Âu, Đằng Quang Hy giúp đỡ Lâm Lai Tuệ mở cửa hàng Robyn Hung bán quần áo do Lâm Lai Tuệ tự thiết kế và tự may. Cầu hôn Bùi Mỹ Tử cuối phim khiến mọi người ngạc nhiên, nhưng khi thấy Kỳ Phong Lượng đoàn tụ với Lâm Lai Tuệ thì anh không cầu hôn Bùi Mỹ Tử nữa. | Các tập từ tập 1 đến tập 5, 7, 8, từ tập 10 đến tập 14, 16, 17 |
| Thái Nghi Trân                      | Bùi Mỹ Tử (Nhân vật trong manga: Himiko)                                                           | Bạn thân của Lâm Lai Tuệ. Luôn tìm cách quyến rũ các học sinh nam trong trường, những đàn ông trong quán bar và những đàn ông trong các bữa tiệc. Từng bày tỏ cho Lâm Lai Tuệ biết rằng cô thích Trịnh Nội Tư. Từng đem con mèo cho Lâm Lai Tuệ nuôi dùm vài ngày cho cô đi chơi. Từng cho Lâm Lai Tuệ ở chung nhà cô khi Lâm Lai Tuệ và Kỳ Phong Lượng cãi nhau về Lục Nhất My. Cùng Trịnh Nội Tư và Ngụy Trạch Công bày ra một buổi hẹn hò lãng mạn giúp Lâm Lai Tuệ và Kỳ Phong Lượng hàn gắn lại với nhau ở phố đi bộ. Bị Lâm Lai Tuệ phát hiện cô hết thích Trịnh Nội Tư mà chuyển sang thích Ngụy Trạch Công. Cùng Trịnh Nội Tư, Ngụy Trạch Công, Lục Nhất My, Ngải Lợi Âu hết mình giúp đỡ Lâm Lai Tuệ trong việc đánh bại Trữ Hình trong cuộc thi tầm Châu Á. Sang năm sau, cùng Ngụy Trạch Công, Bùi Mỹ Tử, Ngải Lợi Âu, Đằng Quang Hy giúp đỡ Lâm Lai Tuệ mở cửa hàng Robyn Hung bán quần áo do Lâm Lai Tuệ tự thiết kế và tự may. Được Ngụy Trạch Công cầu hôn cuối phim, nhưng khi Kỳ Phong Lượng đoàn tụ với Lâm Lai Tuệ thì cô không được Ngụy Trạch Công cầu hôn nữa. | Các tập từ tập 1 đến tập 6, 8, 9, từ tập 11 đến tập 17         |
| Bì Lê                               | Hiệu trưởng                                                                                        | Hiệu trưởng của Học viện Bảo Thành. Khi thấy hai mẫu thiết kế của Lâm Lai Tuệ và Cam Lý Sa cùng có được sự bình chọn của giới học sinh bằng nhau nên cô tạm trao hai giải nhất cho hai người. Sau đó cô tổ chức cho một cuộc thi thiết kế thời trang giữa Lâm Lai Tuệ và Cam Lý Sa chọn nữ học sinh thiết kế xuất sắc nhất trường. Nhanh chóng nhận Lục Nhất My vào trường khi cậu ấy tặng cho cô đồ nội y mà cậu ấy thiết kế. | Các tập 1, 3, 10, 11, 13, 14                                   |
| Đường Trị Bình                      | Ngải Lợi Âu Allio (Nhân vật trong manga: Erio Kurasse)                                             | Nhà thiết kế nổi tiếng đến từ Milan của Ý, chủ của công ty Bambino tại Ý, có chi nhánh tại Đài Loan. Khi anh ở Phi dương doanh (Doanh trại bay), anh và Lâm Lai Tuệ lấy nhầm hành lý của nhau vì hành lý cả hai giống nhau bề ngoài. Cũng vì vậy anh mới thấy được quyển notebook các mẫu thiết kế tâm huyết của Lâm Lai Tuệ. Thích Lâm Lai Tuệ, từng cho Lâm Lai Tuệ uống thuốc khi cô ấy bị đau dạ dày một mình trong phòng (do anh lấy nhầm hành lý của Lâm Lai Tuệ trong nhiều ngày, mà trong hành lý của cô ấy mới có thuốc chữa đau dạ dày nên cô không có thuốc uống và bị đau dạ dày), chăm sóc cho Lâm Lai Tuệ suốt đêm khiến Kỳ Phong Lượng ghen tuông. Được mời về Học viện Bảo Thành làm lão sư (giảng viên) giảng dạy cho Kỳ Phong Lượng và Lâm Lai Tuệ. Từng giúp Trữ Hình hại Lâm Lai Tuệ và từng cố gắng cưỡng hiếp Lâm Lai Tuệ nhưng anh đã dừng lại kịp lúc. Lấy lại mẫu thiết kế của Lâm Lai Tuệ mà Trữ Hình vừa cướp được rồi cậu đem đi trình diễn ở công ty Bambino của anh ấy, tuyên bố với mọi người rằng chủ nhân mẫu thiết kế đó là Lâm Lai Tuệ. Đem mẫu thiết kế đó của Lâm Lai Tuệ đăng ký cuộc thi Thái Uyển lần thứ 91 nhưng Trữ Hình gài bẫy khiến cô ấy từ bỏ cuộc thi Thái Uyển khi chưa bắt đầu. Rời Đài Loan quay về Ý để quản lý công ty Bambino khi không thể chinh phục trái tim của Lâm Lai Tuệ, chúc phúc cho Lâm Lai Tuệ và Kỳ Phong Lượng nhưng vẫn liên lạc với Lâm Lai Tuệ và cả Kỳ Phong Lượng qua webcam. Gửi video cho Lâm Lai Tuệ thông qua Cam Lý Sa, trong video anh nhắc nhở Lâm Lai Tuệ không được cho phép Cam Lý Sa đến gần Kỳ Phong Lượng. Thấy Lâm Lai Tuệ thách đấu với Trữ Hình trong cuộc thi tầm Châu Á, anh cùng Kỳ Phong Lượng từ Ý về Đài Loan để giúp Lâm Lai Tuệ, tuy nhiên Kỳ Phong Lượng sau đó lại qua công ty La Marguerite của Trữ Hình. Anh cùng Bùi Mỹ Tử, Ngụy Trạch Công, Lục Nhất My, Trịnh Nội Tư hết mình giúp đỡ Lâm Lai Tuệ trong việc đánh bại Trữ Hình trong cuộc thi tầm Châu Á. Sang năm sau, cùng Ngụy Trạch Công, Bùi Mỹ Tử, Trịnh Nội Tư, Đằng Quang Hy giúp đỡ Lâm Lai Tuệ mở cửa hàng Robyn Hung bán quần áo do Lâm Lai Tuệ tự thiết kế và tự may. | Các tập từ tập 4 đến tập 6, 8, 10, 16, 17                      |
| Bốc Học Lượng                       | Ngô lão sư (Giảng viên họ Ngô)                                                                     | Giảng viên dạy ở Phi dương doanh (Doanh trại bay). Do khách sạn chỉ còn 1 phòng trống với 1 giường ngủ nên ông sắp xếp cho Lâm Lai Tuệ và Kỳ Phong Lượng ở chung trong căn phòng đó trong thời gian họ học ở Phi dương doanh. Ông rất coi trọng Trữ Hình, giới thiệu Trữ Hình để nâng đỡ Lâm Lai Tuệ, Kỳ Phong Lượng và Ngải Lợi Âu, nhưng bị Lâm Lai Tuệ và Kỳ Phong Lượng từ chối. | Các tập 4, 5                                                   |
| Ngô Quân Cường                      | Đằng Quang Hy (Nhân vật trong manga: Fujioka Mitsuki)                                              | Sinh ngày 13 tháng 3 năm 1988 (theo nội dung trong phim). Là minh tinh, ngôi sao các bộ phim thần tượng, diễn xuất từ năm 10 tuổi. Từng là người mẫu của công ty Nhật Dương Phường (công ty do Cao Cương Tuyền làm chủ). Tình cờ gặp Lâm Lai Tuệ và bị cô mắng vì cậu ta ném trang phục của công ty Nhật Dương Phường xuống đất, không tôn trọng người thiết kế trang phục. Cậu ta thấy thích Lâm Lai Tuệ, làm người mẫu cho Lâm Lai Tuệ thiết kế thời trang ở công ty La Marguerite. Từng quấy rối và cưỡng hôn Lâm Lai Tuệ. Thấy trợ lý Simon kiểm soát quá nhiều, cậu ta dọn đến nhà Lâm Lai Tuệ ở cùng để gần gũi với cô hơn, giúp đỡ cô khá nhiều trong việc ứng phó với Trữ Hình, giúp cho Lâm Lai Tuệ được thiết kế trang phục cho cậu trong bộ phim mới của cậu ấy. Thấy Lâm Lai Tuệ bị Trữ Hình gán tội ăn cắp mẫu thiết kế tại buổi trao giải nhất cuộc thi Hi-Mode và bị Trữ Hình sa thải khỏi công ty La Marguerite thì cậu cũng nghỉ việc ở La Marguerite, tiếp tục làm minh tinh quay phim. Thấy Lâm Lai Tuệ bị đoàn phim không cho thiết kế trang phục cho cậu, cậu cũng bỏ quay luôn bộ phim đó. Thấy Lâm Lai Tuệ cố ý muốn cậu dọn đi nên cậu vui vẻ dọn ra khỏi nhà của Lâm Lai Tuệ. Chúc mừng Lai Tuệ giành giải nhất cuộc thi thiết kế Thái Uyển lần thứ 92, mua một gian phòng lớn tặng cho Lâm Lai Tuệ và Kỳ Phong Lượng sống bên nhau, chúc phúc cho cả hai. Thấy Kỳ Phong Lượng nhờ vả và Lục Nhất My sẵn sàng bỏ tiền ra mua thời gian của mình, cậu liền cùng Kỳ Phong Lượng làm người mẫu cho buổi trình diễn của Lâm Lai Tuệ thi đấu với Trữ Hình. Kết quả buổi trình diễn đó của Lâm Lai Tuệ đạt nhiều lượt xem hơn buổi trình diễn của Trữ Hình. Sang năm sau, cùng Ngụy Trạch Công, Bùi Mỹ Tử, Ngải Lợi Âu, Trịnh Nội Tư giúp đỡ Lâm Lai Tuệ mở cửa hàng Robyn Hung bán quần áo do Lâm Lai Tuệ tự thiết kế và tự may. | Các tập từ tập 7 đến tập 9, 14, 17                             |
| Thái Thục Trân                      | Cao Cương Tuyền (Nhân vật trong manga: Takaoka Izumi)                                              | Thiên kim tiểu thơ của Nhật Dương Phường Phường Chức Nghiệp (Công ty dệt may Nhật Dương Phường), cũng là người phụ trách, chịu trách nhiệm về bộ phận phát triển của Nhật Dương Phường, chuyên tìm kiếm các tài năng. Một hôm cô tham dự buổi trình diễn thời trang ở Học viện Bảo Thành, thấy những thiết kế đẹp mắt của Kỳ Phong Lượng và Lâm Lai Tuệ làm người mẫu cho mẫu thiết kế đẹp nhất của Kỳ Phong Lượng nên cô muốn Kỳ Phong Lượng về làm việc cho công ty của cô. Tách công ty Nhật Dương Phường ra khỏi công ty La Marguerite của Trữ Hình. Thích Kỳ Phong Lượng, từng qua nhà của Kỳ Phong Lượng chạm trán với Lâm Lai Tuệ, từng gợi ý muốn Kỳ Phong Lượng làm nhân tình bí mật với cô nhưng bị Kỳ Phong Lượng từ chối. Thấy Trữ Hình dùng truyền thông gây áp lực quá lớn đến công ty mình, cô đành chấp nhận cho Kỳ Phong Lượng nghỉ việc ở công ty cô. | Các tập từ tập 6 đến tập 8                                     |
| Lộ Gia Hân                          | Cam Lý Sa (Nhân vật trong manga: Konno Risa)                                                       | Thời còn là học sinh, cô yêu Kỳ Phong Lượng, nhưng Kỳ Phong Lượng chỉ coi cô là em gái dù Trữ Hình và mẹ của Cam Lý Sa đã đính hôn cho hai người. Cô rời Đài Loan qua Milan của Ý để học thiết kế thời trang cho giỏi như Trữ Hình, tuy nhiên từ lúc cô đi, cô không còn liên lạc gì với Kỳ Phong Lượng nữa. Cô nghe Ngải Lợi Âu bên Ý kể chuyện về Kỳ Phong Lượng và Lâm Lai Tuệ ở Đài Loan yêu nhau nên cô thề rằng sẽ giành lại Kỳ Phong Lượng từ Lâm Lai Tuệ, bay về Đài Loan. Được Lâm Lai Tuệ mời sang nhà Kỳ Phong Lượng chơi, cô tự lấy váy cưới trên gác của Kỳ Phong Lượng (váy cưới mà Kỳ Phong Lượng tự thiết kế và tự may cho Lâm Lai Tuệ) mặc vào người khiến Lâm Lai Tuệ nổi giận. Nhưng sau đó cô biết rằng Lâm Lai Tuệ là bé gái mà Kỳ Phong Lượng chờ đợi vào năm họ còn nhỏ nên cô cắt bỏ mái tóc dài mà cô từng cố gắng để cho giống bé gái đó (Lâm Lai Tuệ hồi nhỏ). Bị Kỳ Phong Lượng từ chối kết hôn khi mẹ cô và Trữ Hình đang tuyên bố hôn sự của cô với Kỳ Phong Lượng trước đám đông. Nhờ Trữ Hình làm giám khảo, cô đoạt giải nhất trong cuộc thi thiết kế trong đáng ra nó thuộc về Lâm Lai Tuệ, sau đó chính cô trao lại giải nhất đó cho Lâm Lai Tuệ trên sân khấu. Trở về Milan của Ý sau khi nhận ra cô không thể chinh phục được Kỳ Phong Lượng | Các tập từ tập 9 đến tập 11                                    |
| Huỳnh Hồng Thăng (Tiểu Quỷ)         | Lục Nhất My (Nhân vật trong manga: Sagisawa Kazuya)                                                | Là thiếu gia của tập đoàn Lục Thị, nhà thiết kế nội y, học sinh của trường thiết kế Trang Uyển. Được Trữ Hình tài trợ cho các show diễn nội y của cậu, được Trữ Hình giúp đỡ cho cậu lập chi nhánh EZ Body cho tập đoàn Lục Thị của ba cậu. Thích Lâm Lai Tuệ khi cô ấy nhờ cậu giúp đỡ cho bài báo cáo 5000 chữ về nội y trong Học viện Bảo Thành. Chuyển từ trường thiết kế Trang Uyển sang học chung trường Bảo Thành học viện của Lâm Lai Tuệ và Kỳ Phong Lượng. Tổ chức các show biểu diễn nội y và dùng mọi cách để Lâm Lai Tuệ cùng tham gia trình diễn nội y. Từng cố cưỡng hiếp Lâm Lai Tuệ khi sang nhà cô và Kỳ Phong Lượn ôn thi nhưng không thành công, làm mất chiếc nhẫn mà Kỳ Phong Lượng tặng cho Lâm Lai Tuệ. Nhờ Lâm Lai Tuệ thiết kế các mẫu nội y hiệu Candy mà công ty EZ Body của Lục Nhất My có doanh thu cao. Ba của cậu vừa mua lại công ty Syaruru thì cậu liền mời Lâm Lai Tuệ cùng về làm việc. Cậu hoài nghi khi nghe Lâm Lai Tuệ nói rằng các mẫu thiết của cô cho công ty Syaruru đã bị Trữ Hình lấy cắp, nên cậu mời Lâm Lai Tuệ và Trữ Hình phỏng vấn trên truyền hình và tuyên bố có một cuộc thi đấu giữa hai người về thiết kế thời trang. Chính cậu nghe lén Trữ Hình và Lâm Lai Tuệ cãi nhau mới biết nhiều năm trước Trữ Hình lấy cắp mẫu thiết kế Little Daisy của Lâm Lai Tuệ để được thành danh như ngày nay, cậu liền cho đăng báo thông tin này, nhưng cậu bị Kỳ Phong Lượng và Lâm Lai Tuệ giận vì lo sợ qua thông tin này, Trữ Hình không bao giờ chịu thi đấu với Lâm Lai Tuệ nữa. Chứng kiến Mã Lợi Á đem quyển notebook các mẫu thiết kế tâm huyết của của Lâm Lai Tuệ trao cho Trữ Hình và Trữ Hình ném quyển notebook ấy xuống sông, Kỳ Phong Lượng cố gắng nhảy xuống sông nhặt notebook ấy lên, cậu căm ghét Trữ Hình và cậu nhận ra chỉ có Kỳ Phong Lượng mới xứng đáng làm người yêu của Lâm Lai Tuệ. Bỏ tiền mời Đằng Quang Hy để cùng Kỳ Phong Lượng làm người mẫu cho 2 trang phục nam của Lâm Lai Tuệ, giúp cô ấy hoàn thành buổi biểu diễn. Tự trách bản thân khi không thể cản việc ba của cậu thay thế Lâm Lai Tuệ bằng Ấu Kỳ ở công ty Syaruru khi Lâm Lai Tuệ không sang Ý. Dùng tiền để tìm ra địa chỉ nơi Lý Khắc Hành cho Lâm Lai Tuệ trú ngụ để sáng tạo các mẫu thiết kế tranh tài với Trữ Hình. Cùng Bùi Mỹ Tử, Ngụy Trạch Công, Trịnh Nội Tư, Ngải Lợi Âu hết mình giúp đỡ Lâm Lai Tuệ trong việc đánh bại Trữ Hình trong cuộc thi tầm Châu Á. Sang năm sau thì đến tham dự buổi ra mắt cửa hàng Robyn Hung của Lâm Lai Tuệ và Kỳ Phong Lượng, chúc phúc cho hai người mãi hạnh phúc bên nhau. | Các tập từ 11 đến tập 17                                       |
| Trần Nhược Nghi                     | Mã Lợi Á Maria                                                                                     | Một cô gái rất mưu mô, giỏi làm nhẫn handmade, là nhân viên của Ngụy Trạch Công. Thích Kỳ Phong Lượng, thấy Kỳ Phong Lượng đang muốn học làm chiếc nhẫn thì tự nguyện dạy cho anh ấy. Thấy Lục Nhất My tặng nhẫn cho Lâm Lai Tuệ, cô liền mách lại cho Kỳ Phong Lượng dù Lâm Lai Tuệ đã từ chối chiếc nhẫn của Lục Nhất My. Cô gọi điện báo cho Trữ Hình việc Lâm Lai Tuệ muốn Lục Nhất My đổi chức quản lý thiết kế công ty Syaruru của Trữ Hình sang cho người khác. Thấy Kỳ Phong Lượng làm xong chiếc nhẫn và tặng cho Lâm Lai Tuệ, cô không cam tâm việc thấy họ hạnh phúc bên nhau nên cô làm ra một chiếc nhẫn giống hệt chiếc nhẫn Kỳ Phong Lượng vừa tặng cho Lâm Lai Tuệ, rồi cô đeo nhẫn và nói rằng chính Kỳ Phong Lượng làm thêm 1 chiếc nhẫn để tặng cho cô khiến Lâm Lai Tuệ ghen. Nhân lúc Trữ Hình đã ra tay khiến Lâm Lai Tuệ phải dành ra 1 tháng để vẽ lại 30 mẫu thiết kế cho công ty Syaruru, cô đến cửa hàng quần áo mà Kỳ Phong Lượng đi làm thêm để đi làm chung, rồi gài bẫy khiến Kỳ Phong Lượng mang tiếng quan hệ tình dục với cô ở nơi làm việc. Giúp Trữ Hình lấy cắp quyển notebook tất cả các bản thiết kế tâm huyết của Lâm Lai Tuệ và trao lại cho Trữ Hình. Thấy Trữ Hình ném quyển notebook ấy xuống sông và Kỳ Phong Lượng nhảy xuống sông vớt lên, cô cảm thấy tội lỗi và cô không giúp đỡ Trữ Hình hại Kỳ Phong Lượng và Lâm Lai Tuệ nữa. | Các tập 13, 14                                                 |
| Vương Tịnh Oánh                     | Mẹ của Lâm Lai Tuệ/Trữ Hình phu nhân (Vợ sau của Trữ Hình) (Nhân vật trong manga: Hinagata Misako) | Tên thật là Mỹ Linh, mẹ của Lâm Lai Tuệ. Cô từng làm người mẫu của ba của Lâm Lai Tuệ khi ông ấy tham dự cuộc thi Thái Uyển (khi Lâm Lai Tuệ mới 5 tuổi). Rồi cô được Trữ Hình cho mặc mẫu thiết kế Little Daisy (lấy cắp từ mẫu thiết kế trong bộ sưu tập của ba của Lâm Lai Tuệ - mẫu do Lâm Lai Tuệ vẽ và lén bỏ vào bộ sưu tập đó của ba cô) và cô trở nên nổi tiếng cùng với Trữ Hình sau cuộc thi. Rồi cô làm vợ sau của Trữ Hình sau khi vợ đầu của Trữ Hình (mẹ của Kỳ Phong Lượng) qua đời do ung thư. Cô ấy từng làm giám khảo cho một buổi trình diễn thời trang tại thời điểm Lâm Lai Tuệ cùng Kỳ Phong Lượng đang lo mặc trang phục cho các người mẫu để trình diễn, Lâm Lai Tuệ nhìn thấy cô thì chỉ biết khóc và không muốn chạy lại nhìn nhận cô là mẹ. Khi cô tới Đài Đông mua tất cả các bông cúc trắng trong một cửa tiệm, cô bất ngờ gặp Lâm Lai Tuệ tuy nhiên cô không nhận ra Lâm Lai Tuệ đó là con gái của mình. Lâm Lai Tuệ muốn mua 1 bó bông cúc trắng nhưng thấy cô đã mua hết và cô không nhận ra cô ấy nên Lâm Lai Tuệ khóc mà rời tiệm. Cuối cùng, cô Mỹ Linh này vẫn không biết rằng con gái ruột của mình chính là nhà thiết kế thời trang nổi tiếng Lâm Lai Tuệ vừa khóc vừa rời khỏi cửa tiệm này. | Các tập 3, 17                                                  |
| Bảo Ma                              | Mẹ của Cam Lý Sa.                                                                                  | Cô từng hợp tác cùng với Trữ Hình trong thiết kế ngày xưa, dẫn Cam Lý Sa (khi còn là học sinh) qua nhà Trữ Hình chơi, gặp Kỳ Phong Lượng (khi còn là học sinh) thì cô với Trữ Hình cho Kỳ Phong Lượng và Cam Lý Sa đính hôn. Cô cùng Trữ Hình tuyên bố hôn sự giữa Cam Lý Sa và Kỳ Phong Lượng thì Kỳ Phong Lượng từ chối kết hôn trước đám đông. | Tập 10                                                         |
| La Bắc An                           | Ba của Lục Nhất My                                                                                 | Chủ tịch của tập đoàn Lục Thị, ba của Lục Nhất My. Nhờ Trữ Hình giúp đỡ cho Lục Nhất My mở chi nhánh mang tên EZ Body, tự bỏ tiền mua lại công ty Syaruru rồi cho Lục Nhất My và Lâm Lai Tuệ cùng Trữ Hình vào công ty đó để làm phát triển công ty hơn. Thấy khó chịu khi Kỳ Phong Lượng dắt Lâm Lai Tuệ đi khỏi bữa "ra mắt con dâu Lâm Lai Tuệ" mà Lục Nhất My sắp đặt. Nghe nói Lâm Lai Tuệ chuẩn bị sang Ý và Trữ Hình muốn đưa Ấu Kỳ vào thay thế vị trí của Lâm Lai Tuệ ở công ty Syaruru, ông liền đồng ý với Trữ Hình. Khi thấy Lâm Lai Tuệ xuất hiện ở công ty Syaruru vì đã không đi Ý, ông tỏ ra không vui, có lẽ là vì ông thấy ông hơi nóng vội khi nghe lời Trữ Hình thay vị trí của Lâm Lai Tuệ bằng Ấu Kỳ, cũng có lẽ vì Lâm Lai Tuệ không đi Ý mà không báo trướ chco công ty Syaruru biết. | Các tập từ tập 11 đến tập 13, 15                               |
| Vương Giác                          | Lạp Phất Nhĩ Khải Nhĩ Mã Ni (Ralph Karmani)                                                        | Đến từ Ý, được mệnh danh là "Thần thiết kế", ba của Mễ Lạp Khải Nhĩ Mã Ni (Mira Karmani) và Mật Nhi Khải Nhĩ Mã Ni (Mier Karmani). Ông tình cờ gặp Lâm Lai Tuệ và nhờ cô vẽ mẫu thiết kế cho ông. Thấy tài năng của Lâm Lai Tuệ, ông liền mời cô ấy sang Ý du học cùng Kỳ Phong Lượng. Sau khi xem qua các mẫu thiết kế Lâm Lai Tuệ vẽ, ông nhận ra lời đồn Trữ Hình đánh cắp thiết kế Little Daisy của Lâm Lai tuệ khi cô ấy mới 5 tuổi là sự thật. Khi thấy Lâm Lai Tuệ từ chối sang Ý để ở lại Đài Loan còn việc để làm, ông vui vẻ cùng Kỳ Phong Lượng, Mễ Lạp Khải Nhĩ Mã Ni và Mật Nhi Khải Nhĩ Mã Ni ra sân bay sang Ý. Dù có hứa với Trữ Hình là sẽ không kể chuyện Trữ Hình từng lấy cắp mẫu thiết kế Little Daisy của Lâm Lai Tuệ 15 năm trước cho ai nghe, nhưng sau khi về Ý, ông vẫn kể chuyện Lâm Lai Tuệ bị Trữ Hình lấy cắp mẫu thiết kế Little Daisy 15 năm trước cho Chủ tịch Hiệp hội các nhà thiết kế Châu Á là Lý Khắc Hành nghe, muốn Lý Khắc Hành giúp cô ấy đánh bại Trữ Hình trong cuộc thi thiết kế. | Các tập 14, 15                                                 |
| Gia Hạ Mỹ Trí Cửu (Tomohisa Kagami) | Lý Khắc Hành                                                                                       | Chủ tịch Hiệp hội các nhà thiết kế Châu Á. Ông vốn rất muốn đánh bại Trữ Hình nên luôn đi tìm một nhà thiết có đủ khả năng để ông hỗ trợ. Được Lạp Phất Nhĩ Khải Nhĩ Mã Ni kể chuyện về Lâm Lai Tuệ bị Trữ Hình lấy cắp mẫu thiết kế Little Daisy 15 năm trước, nhờ Little Daisy mà Trữ Hình nổi tiếng, thành lập công La Marguerite và tạo ra thương hiệu Little Daisy đình đám suốt 15 năm qua khiến ông rất muốn giúp Lâm Lai tuệ đánh bại Trữ Hình trong thiết kế thời trang. Thấy Lâm Lai Tuệ tự thiết kế quần áo, tự may rồi đem ra cửa hàng để bán sẽ phí tài năng, ông dùng quyền lực của mình cấm mọi cửa hàng ở Đài Loan bán quần áo của Lâm Lai Tuệ nhằm muốn Lâm Lai Tuệ dùng các mẫu đó vào trình diễn thời trang, tạo ra một thương hiệu riêng bán chạy hơn sau này, thậm chí buộc cửa hàng quần áo mà Lâm Lai Tuệ đang làm thêm từ trước cho đến giờ cũng phải cho cô nghỉ việc. Thấy bà chủ cửa hàng kia muốn bán quần áo do Lâm Lai Tuệ đem đến, ông liền lên tiếng chê cười bà chủ đó khiến Lâm Lai Tuệ phải đứng ra đối diện với ông mà bênh vực bà chủ. Ông mời Lâm Lai Tuệ sang Milan của Ý và Nhật Bản để trau dồi thêm kỹ năng vẽ các mẫu thiết kế thì cô đều từ chối bởi cô ấy muốn ở tại Đài Loan (nơi mà Little Daisy của cô bị Trữ Hình cướp lấy ngày xưa) tự trau dồi thêm cho bản thân. Và ông bố trí cho cô ấy một gian phòng lớn cho cô ấy tự tạo ra các mẫu thiết kế tâm huyết nhất, 3 tháng sau sẽ dùng để thi đấu với Trữ Hình. Sau 3 tháng, ông bỏ tiền thuê đầu con phố (gần công ty La Marguerite của Trữ Hình) cho Lâm Lai Tuệ và giúp cô ấy mời những người mẫu cho các thiết kế của cô ấy (bao gồm những thành viên nhóm cheerleading, những người thợ xây dựng, những nhóm nhảy khiêu vũ, nhóm nhảy hiphop, nhóm diễn xiếc, nhóm múa lửa, cô trồng cây, anh bạn nghèo lụm đồ ăn trong thùng rác để ăn uống). buổi trình diễn thời trang xuất sắc kết hợp biểu diễn đường phố vui nhộn của Lâm Lai Tuệ đã đánh bại buổi trình diễn nhàm chán kiểu cũ của Trữ Hình khiến ông rất hài lòng. Sau đó cô ấy và Kỳ Phong Lượng dành ra 1 năm không gặp nhau để chuẩn bị thi đấu thiết kế thời trang với nhau. Nhưng sau 1 năm đó, cô ấy lại không muốn tiếp tục tranh đấu trong ngành thiết kế thời trang nữa nên cô ấy đã kết thúc việc nhận sự hỗ trợ của ông, rồi cô ấy tự mở cửa hàng bán quần áo Robyn Hung, bỏ đi sự đấu tranh của cuộc đời để quay về với cuộc sống bình dị. | Các tập từ tập 15 đến tập 17                                   |
| Hoàng Vạn Bá                        | Hác lão sư (Giảng viên họ Hác)                                                                     | Giảng viên dạy thiết kế của Học viện Bảo Thành. Là cố vấn học tập của lớp của Lâm Lai Tuệ, Bùi Mỹ Tử và Lục Nhất My. Biết Lâm Lai Tuệ và Kỳ Phong Lượng yêu nhau nên ông tạo cơ hội cho cả hai đi làm thêm ở cùng một cửa hàng quần áo do học trò cũ của ông làm quản lý. Ông thường xuyên làm MC trong các chương trình dancer của nhóm B.C.Jungle (Kỳ Phong Lượng, Trịnh Nội Tư và Ngụy Trạch Công), các chương trình thiết kế thời trang của Kỳ Phong Lượng và Lâm Lai Tuệ, chương trình thi đấu thiết kế thời trang giữa Lâm Lai Tuệ và Cam Lý Sa ở Học viện Bảo Thành. Ông sẵn sàng làm bẻ mặt Lâm Lai Tuệ khi cô ấy bị Trữ Hình gán tội ăn cắp mẫu thiết kế của công ty La Marguerite. | Các tập từ tập 1 đến tập 3, từ tập 5 đến tập 11, 13, 14        |
| Vương Đức Sinh                      | Thâm Sơn đại sư (Thầy Thâm Sơn)                                                                    | Cùng với Trữ Hình tham dự một buổi lễ khai giảng của Học viện Bảo Thành - tại thời điểm Lâm Lai Tuệ đại diện cho toàn bộ các tân sinh viên bước lên sân khấu chỉ trích Trữ Hình đã từng lấy cắp mẫu thiết kế của cô bé 5 tuổi để nổi tiếng như ngày nay và cô tuyên bố rằng cô sẽ đánh bại Trữ Hình trong thiết kế thời trang. | Tập 1                                                          |
| Hàn Tuyến Khải                      | Thăng Điền                                                                                         | Nhân viên của công ty La Marguerite. Luôn làm mọi chuyện vì Trữ Hình. Cố gắng ngăn cản Lâm Lai Tuệ khi cô ấy xông vào văn phòng công ty La Marguerite để đưa Kỳ Phong Lượng quay về tiếp tục đi học. Cùng Trữ Hình dồn ép khiến Lâm Lai Tuệ phải tự nhảy lầu xuống đất bị trọng thương. Khuyên Trữ Hình trừng trị công ty Nhật Dương Phường của Cao Cương Tuyền vì dám tách khỏi La Marguerite. Giao rất nhiều việc cho Lâm Lai Tuệ khi cô ấy mới đến công ty La Marguerite ngày đầu tiên. Cấm Lâm Lai Tuệ tham gia buổi biểu diễn của Đằng Quang Hy và không cho Đằng Quang Hy mặc trang phục mà Lâm Lai Tuệ thiết kế. Không cho Lâm Lai Tuệ lên sân khấu khi Đằng Quang Hy chỉ mặc chiếc quần ngắn và ở trần, nhưng cô ấy vẫn ráng chạy lên sân khấu dùng khăn che thân cho Đằng Quang Hy. Cùng với Trữ Hình xuất hiện trước các phóng viên nhằm gán tội ăn cắp mẫu thiết kế của công ty La Marguerite cho Lâm Lai Tuệ. Nhận lệnh của Trữ Hình đi đốt hết các trang phục mà Lâm Lai Tuệ đã dày công thiết kế nhằm chuẩn bị cho cuộc thi đấu với Trữ Hình. Ông để bàn là còn cắm điện và bật nhiệt độ hơi cao nằm lên trên một bộ quần áo, chờ vài giờ đồng hồ sau là phát hỏa toàn bộ các trang phục xung quanh (cho sáng hôm sau cảnh sát báo với Kỳ Phong Lượng và Lâm Lai Tuệ rằng vụ cháy là do sự cố quên rút phích cắm bàn là khi bàn là còn nằm trên bộ quần áo và nhiệt độ còn hơi cao). Nhận lệnh của Trữ Hình ký kết hợp đồng với tất cả những nhà thiết kế đang muốn giúp Lâm Lai Tuệ, nhằm kéo họ về phía Trữ Hình chống lại Lâm Lai Tuệ. Kể cho Kỳ Phong Lượng nghe việc Trữ Hình có đến nhìn mẹ của Kỳ Phong Lượng lần cuối và mẹ của Kỳ Phong Lượng cho phép Trữ Hình lấy vợ sau, khiến Kỳ Phong Lượng rời khỏi Lâm Lai Tuệ để sang công ty La Marguerite của Trữ Hình. Thấy Kỳ Phong Lượng bỏ công ty La Marguerite đi tìm Lâm Lai Tuệ và Trữ Hình ngã bệnh nhập viện, ông liền gọi điện thoại kêu Kỳ Phong Lượng ngưng việc tìm Lâm Lai Tuệ và hãy quay về thăm Trữ Hình. Tuy nhiên, Kỳ hong Lượng vẫn tìm Lâm Lai Tuệ, gặp cô ấy tại sân bay Đài Bắc, thuyết phục cô ấy quay lại cuộc thi đấu với Trữ Hình. Sau đó Kỳ Phong Lượng trở lại công ty La Marguerite, Trữ Hình liền hết bệnh, tiếp tục tranh tài với Lâm Lai Tuệ. Thấy các phóng viên, nhà báo bỏ buổi trình diễn kỷ niệm 15 năm thành lập công ty La Marguerite và thương hiệu Little Daisy của Trữ Hình thì nhận lệnh của Trữ Hình đi tìm hiểu nguyên do, sau đó ông không quay lại công ty La Marguerite của Trữ Hình khi Trữ Hình thua cuộc trước Lâm Lai Tuệ. | Các tập 1, từ tập 3 đến tập 8, 14, 16, 17                      |
| Vương Đạo Nam                       | Ba của Lâm Lai Tuệ                                                                                 | Lúc Lâm Lai Tuệ 5 tuổi, ông tham gia cuộc thi thiết kế Thái Uyển với vợ ông là Mỹ Linh (mẹ của Lâm Lai Tuệ), Lâm Lai Tuệ lén bỏ thiết kế Tiểu cúc Đại sư (Little Daisy) vào các mẫu ông vẽ, dù vợ ông mặc trang phục Little Daisy đó trên sân khấu nhưng Trữ Hình giành giải, không phải là ông. Sau đó vợ ông cũng bị Trữ Hình lấy đi, để ông tự mình nuôi Lâm Lai Tuệ lớn khôn bằng nghề dạy học. Lúc này cũng khen Trữ Hình trước mặt Lâm Lai Tuệ, nhưng khi nghe Trữ Hình gọi điện thoại phàn nàn việc Lâm Lai Tuệ dọn tới ở cùng nhà với Kỳ Phong Lượng (con trai của Trữ Hình) thì ông nổi giận với Lâm Lai Tuệ. Ông rất ngạc nhiên khi Lâm Lai Tuệ kể việc Trữ Hình từng nhiều lần đánh cắp các mẫu thiết kế của cô và ông tát vào mặt Lâm Lai Tuệ. Buộc Lâm Lai Tuệ phải dọn về nhà mình mới cho phép cô và Kỳ Phong Lượng tiếp tục hẹn hò với nhau. Tỏ ra thất vọng khi thấy Lâm Lai Tuệ dùng truyền thông tiết lộ chuyện thương hiệu Little Daisy là mẫu thiết kế hồi 5 tuổi của Lâm Lai Tuệ bị Trữ Hình lấy cắp (thực ra là Lục Nhất My làm việc này) Đồng ý cho Lâm Lai Tuệ tạm thời nghỉ học để sang chỗ của Lý Khắc Hành trau dồi kỹ năng, tạo ra các mẫu thiết kế nhằm đánh bại Trữ Hình ở cuộc thi tầm Châu Á. | Các tập từ tập 1 đến tập 3, 5, 8, 9, 12, 13, 15                |
| Trương Hạo Minh                     | Quán lý cửa hàng                                                                                   | Học trò cũ của Hác lão sư (Giảng viên họ Hác của Học viện Bảo Thành). Tự mở cửa hàng bán quần áo. Là quản lý của cửa hàng quần áo mà Kỳ Phong Lượng, Trịnh Nội Tư, Ngụy Trạch Công và Lâm Lai Tuệ từng đi làm thêm khi chưa tốt nghiệp. Chính anh ấy là người bắt quả tang việc Kỳ Phong Lượng và Mã Lợi Á ở chung với nhau trong cửa hàng của mình khi Mã Lợi Á đã cởi đồ. Anh đi báo cáo với Bảo Thành học viện rằng Kỳ Phong Lượng quấy rối Mã Lợi Á ngay tại cửa hàng của anh. Giúp Lâm Lai Tuệ bán quần áo do chính cô thiết kế và tự may, nhưng sau đó bị Lý Khắc Hành gây áp lực nên ông không thể bán quần áo do Lâm Lai Tuệ gửi đến. | Các tập 1, 3, 6, 13, 15                                        |
| Quách Tĩnh Thuần                    | Mẹ của Kỳ Phong Lượng                                                                              | Bà qua đời năm 1990 (theo nội dung bộ phim) vì ung thư, Trữ Hình không đến gặp bà lần cuối vì đang chạy show đầu tiên với các người mẫu nữ (do bà đã yêu cầu Trữ Hình từ trước) và Trữ Hình giữ Kỳ Phong Lượng không cho đến nhìn bà lần cuối. Chính bà cũng cho phép Trữ Hình lấy vợ sau bởi bà biết bệnh của bà hết thuốc trị rồi. Bà còn dặn Kỳ Phong Lượng không được hận Trữ Hình và phải chăm sóc cho Trữ Hình sau này. Trữ Hình có chạy đến nhìn bà lần cuối trước bà bị đẩy đi và khóc đau khổ. | Các tập 3,16                                                   |
| Tiết Chí Chính                      | Simon                                                                                              | Trợ lý của minh tinh Đằng Quang Hy, luôn kiểm soát Đằng Quang Hy quá mức khiến cậu ấy dọn tới nhà Lâm Lai Tuệ ở một thời gian. Ông không thích việc Đằng Quang Hy thường xuyên đề cập đến Lâm Lai Tuệ khi đang phỏng vấn trên truyền hình, trước truyền thông. | Các tập từ tập 7 đến tập 9                                     |
| Cao Y Linh                          | Ấu Kỳ                                                                                              | Nhân viên của công ty La Marguerite, lớn tuổi hơn Kỳ Phong Lượng. Thấy Kỳ Phong Lượng đang cố bẻ khóa vào văn phòng của Trữ Hình để lấy lại mẫu thiết kế của Lâm Lai Tuệ đã bị ông ta lấy cắp, cô ra điều kiện Kỳ Phong Lượng phải dẫn cô đi chơi, đi ăn uống vài lần thì cô sẽ giúp cho cậu ấy. Từng đi quán bar với Kỳ Phong Lượng khiến Lâm Lai Tuệ ghen tuông. Đưa chìa khóa văn phòng của Trữ Hình cho Kỳ Phong Lượng, để cậu ấy lấy lại mẫu thiết kế mà Trữ Hình từng lấy cắp của Lâm Lai Tuệ (mẫu thiết kế mà Lai Tuệ từng đem đi thi cuộc thi thiết kế Hi-Mode nhưng bị Trữ Hình đánh tráo bằng mẫu của ông ấy, rồi ông ấy gán tội ăn cắp mẫu thiết kế cho Lâm Lai Tuệ, sa thải Lâm Lai Tuệ khỏi công ty La Marguerite) đem trả cho Lâm Lai Tuệ, nhờ mẫu thiết kế đó Lâm Lai Tuệ mới giành giải nhất cuộc thi Thái Uyển lần thứ 92. Được Trữ Hình đưa vào công ty Syaruru thay thế vị trí của Lâm Lai Tuệ khi ba của Lục Nhất My và Lục Nhất My đều cho rằng Lâm Lai Tuệ đã sang Ý. | Các tập 3, 9, 15                                               |
| Thái Hàm Sầm                        | Đồng học (Bạn cùng lớp).                                                                           | Thấy Lâm Lai Tuệ khiêu chiến với Trữ Hình thì tỏ ra bỡn cợt Lâm Lai Tuệ. Thấy Lâm Lai Tuệ thân mật với Kỳ Phong Lượng thì kiếm chuyện với Lâm Lai Tuệ. Sau khi nghe Kỳ Phong Lượng nói rằng cậu chỉ coi Lâm Lai Tuệ như người anh em trai thì cô và bạn của cô mới không gậy sự với Lâm Lai Tuệ nữa. | Các tập 1, 2                                                   |
|                                     | Mật Nhi Khải Nhĩ Mã Ni (Mier Karmani)                                                              | Đến từ Ý, cô là em gái của Mễ Lạp Khải Nhĩ Mã Ni (Mira Karmani) và là con gái của Lạp Phất Nhĩ Khải Nhĩ Mã Ni (Ralph Karmani). Biết Kỳ Phong Lượng và Lâm Lai Tuệ khi họ học chung ở Phi dương doanh (Doanh trại bay), nhưng khi đó do Ngải Lợi Âu đã tiếp xúc với Lâm Lai Tuệ và Kỳ Phong Lượng nên cô không đến làm quen với hai người họ. Tỏ ra rất thân mật với Kỳ Phong Lượng khiến Lâm Lai Tuệ ghen tuông. Cùng Kỳ Phong Lượng, Mễ Lạp Khải Nhĩ Mã Ni và Lạp Phất Nhĩ Khải Nhĩ Mã Ni sang Ý học tập thiết kế. | Các tập 14, 15                                                 |

## Âm nhạc trong bộ phim
Album Nàng Juliet phương Đông Original Soundtrack (Tên Hán Việt: Đông phương Thù Lệ Diệp điện thị nguyên thanh đới) (Tên tiếng Hoa: 東方茱麗葉 電視原聲帶) được phát hành vào ngày 8 tháng 6 năm 2006 bởi các nghệ sĩ khác nhau của HIM International Music Album này tổng hợp 13 ca khúc trong bộ phim, trong đó 6 ca khúc là các phiên bản nhạc cụ khác nhau (các diễn tấu khúc) của các ca khúc trong bộ phim. Ca khúc mở đầu là ca khúc 1 Nghịch phong (Ngược gió) 逆風 do Garden Sister 花園精靈 trình bày, trong khi ca khúc kết thúc là ca khúc 3 Phi nễ mạc thuộc (Không phải anh thì không có ai) 非你莫屬 do Lâm Y Thần 林依晨 trình bày (bản thu âm). Album này cũng đi kèm với một VCD bổ sung.

### Danh sách các ca khúc trong album
| STT | Nhan đề | Singer(s)                    | Thời lượng |
| --- | --- | ---------------------------- | ---------- |
| 1.  | "Nghịch phong (Ngược gió)" (逆風) | Garden Sister                | 4:17       |
| 2.  | "Chỉ đối nễ hữu cảm giác (Chỉ có tình cảm với em/anh)" (只對你有感覺)                                                                                   | Phi Luân Hải, Điền Phức Chân | 3:58       |
| 3.  | "Phi nễ mạc thuộc (Không phải anh thì không có ai)" (非你莫屬)                                                                                          | Lâm Y Thần                   | 4:42       |
| 4.  | "Ái tình thụ (Cây tình yêu)" (愛情樹) | Z-Chen                       | 3:56       |
| 5.  | "Chiếm hữu" (佔有) | Phi Luân Hải                 | 3:49       |
| 6.  | "Phóng bất hạ (Không thể buông tay)" (放不下) | Cung Thi Gia                 | 4:08       |
| 7.  | "Thuyên dũ (Khỏe lại)" (痊癒) | Z-Chen                       | 4:40       |
| 8.  | "Âm dạ phi hành (Bay trong bóng tối) - Nghịch phong (Ngược gió) - Diễn tấu khúc" (暗夜飛行 - 逆風 - 演奏曲)                                             | Nhạc cụ                      | 4:00       |
| 9.  | "Vân thường phong bão (Đám mây quần áo bão) Fashion Show Phối nhạc" (雲裳風暴 Fashion Show 配樂)                                                        | Nhạc cụ                      | 2:50       |
| 10. | "Hạnh phúc đích thủ cảo (Bản thảo của hạnh phúc)-Phi nễ mạc thuộc (Không phải anh thì không có ai)" (幸福的手稿-非你莫屬演奏曲)                         | Nhạc cụ                      | 3:20       |
| 11. | "Kỳ bào (Xường xám) Show Phối nhạc" (旗袍Show 配樂) | Nhạc cụ                      | 3:09       |
| 12. | "Thù Lệ Diệp đích nhãn lệ (Nước mắt của Juliet) - Phi nễ mạc thuộc (Không phải anh thì không có ai) - Diễn tấu khúc" (茱麗葉的眼淚 - 非你莫屬 - 演奏曲) | Nhạc cụ                      | 3:16       |
| 13. | "Ái đích thân triển đài (Đường băng tình yêu) Bossanova Show Phối nhạc" (愛的伸展台 Bossanova Show 配樂)                                                | Nhạc cụ                      | 3:07       |

### VCD kèm theo album
| STT | Nhan đề | Thời lượng |
| --- | --- | ---------- |
| 1.  | "Phi nễ mạc thuộc (Không phải anh thì không có ai) - MV" (非你莫屬 - MV)                                        |            |
| 2.  | "Đông phương Thù Lệ Diệp tinh thái phiến hoa (Nàng Juliet phương Đông bông hoa tuyệt vời)" (東方茱麗葉精彩片花) |            |

## Ảnh hưởng của bộ phim
Dù là bộ phim thuộc thể loại phim thần tượng Đài Loan nhưng những chiêu trò, thủ đoạn tàn nhẫn của Trữ Hình (Nhậm Đạt Hoa thủ vai) đối với Lâm Lai Tuệ (Lâm Y Thần thủ vai) trong bộ phim khiến cho bộ phim mang hơi hướng của thể loại phim tâm ký xã hội. Do vậy nhiều khán giả quá quen với các bộ phim thuộc thể loại phim thần tượng sẽ thấy những sự khác lạ ở bộ phim này. Thậm chí một số bộ phận khán giả tỏ ra không thích nội dung bộ phim này vì những thủ đoạn của Trữ Hình quá tàn nhẫn cho một bộ phim thuộc thể loại thần tượng dù kết thúc có hậu, còn nữ chính Lâm Lai Tuệ thì thường xuyên bị rơi vào hoàn cảnh dễ bị người khác cưỡng hôn và cưỡng hiếp (Lâm Lai Tuệ từng bị Trịnh Nội Tư, Ngải Lợi Âu, Đằng Quang Hy và Lục Nhất My cưỡng hôn và cưỡng hiếp nhưng may mắn là họ đều dừng lại kịp lúc, chưa gây ra hậu quả xấu cho Lâm Lai Tuệ).
Thời điểm năm 2006 khi bộ phim Nàng Juliet phương Đông này lên sóng đã tạo nên một sức hút khó cưỡng đối với người hâm mộ trên toàn châu Á. Câu chuyện tình cảm của cô nàng Lâm Lai Tuệ (Lâm Y Thần) thẳng tính, nghĩa khí với Kỳ Phong Lượng (Ngô Tôn) luôn ác cảm với phụ nữ cùng những tình tiết thú vị, đã khiến bộ phim này vang danh không chỉ ở Đài Loan mà còn ở các nước lân cận (trong đó có Singapore, Thái Lan, Malaysia, Brunei, Hồng Kông, Nhật Bản, Hàn Quốc, Trung Quốc...). Bộ phim được phát sóng trên VTV1 của Việt Nam vào 5:00 pm từ ngày 21 tháng 10 năm 2006 đến ngày 15 tháng 11 năm 2006 (các ngày trong tuần) đã tạo sức hút đối với giới trẻ Việt Nam.
Ca khúc Phi nễ mạc thuộc (Không phải anh thì không có ai) trong bộ phim Nàng Juliet phương Đông này do Lâm Y Thần trình bày (bản thu âm) tiếp tục trở thành bài hit nổi tiếng khắp Đài Loan sau ca khúc Cô đơn Bắc bán cầu 2004 (Thực tế khi ca khúc thu âm của Lâm Y Thần được phát sóng thì ai nấy đều khen là nghe rất hay, tuy nhiên khi Lâm Y Thần hát live ca khúc này trên sân khấu trong các buổi quảng bá bộ phim thì bị khán giả chê là hát không hay bằng bản thu âm, không hay bằng bản do Tank hát. Nguyên do là Tank giúp Lâm Y Thần thu âm từng câu hát, chỉnh các âm thanh rất kỹ nên bản thu âm của Lâm Y Thần nghe sẽ hay hơn khi nghe Lâm Y Thần hát live trên sân khấu).
Vai diễn Lâm Lai Tuệ của Lâm Y Thần đã tiếp nối sự thành công xuất sắc của bộ phim Thơ Ngây 1 mà Lâm Y Thần từng đóng cặp với Trịnh Nguyên Sướng. Sau đó, Lâm Y Thần được chọn vào vai diễn Hoàng Dung trong Anh hùng xạ điêu 2008 (tiếp tục đóng cặp Hồ Ca) và cô tiếp tục đóng cặp với Trịnh Nguyên Sướng trong Thơ Ngây 2 2007 - 2008. Sự nghiệp của cô càng ngày càng phát triển.
Trước khi bộ phim Nàng Juliet phương Đông này lên sóng, Ngô Tôn dù có đóng vài bộ phim nhưng không được đánh giá cao vì khả năng diễn xuất của anh không được tốt, còn bị căng cứng khuôn mặt khi cần diễn tả cảm xúc nhân vật, nguyên do nghề chính của anh vẫn là ca sĩ. Tuy nhiên, sau khi hoàn thành bộ phim Nàng Juliet phương Đông này, đã có rất nhiều hợp đồng phim mời Ngô Tôn làm diễn viên cho các dự án tiếp theo. Có thể kể đến như Hoa dạng thiếu niên thiếu nữ 2006, Công chúa nhà tôi 2007, Lửa bóng rổ 2008, Cẩm Y Vệ 2010,... Không chỉ dừng lại ở đó, Ngô Tôn còn là thành viên của nhóm nhạc Đài Loan Phi Luân Hải. Sự nghiệp diễn viên và ca sĩ của Ngô Tôn phát triển cực thịnh sau vai Kỳ Phong Lượng trong bộ phim Nàng Juliet phương Đông này.